# Trung Bộ

Miền Trung Việt Nam Bắc Trung Bộ
Duyên hải Nam Trung Bộ
Tây Nguyên

Trung Bộ (hay còn gọi là miền Trung) là khu vực địa lý nằm ở phần giữa đất liền của Việt Nam, nối Bắc Bộ với Nam Bộ. Hiện nay, Trung Bộ là miền có diện tích lớn nhất trong 3 miền tại Việt Nam với 151.234 km². Trung Bộ có nhiều đồi núi lan sát ra biển, chia cắt các đồng bằng nhỏ hẹp. Khí hậu và phần lớn đất đai thường khắc nghiệt hơn hai miền còn lại. Trung Bộ được chia thành 3 khu vực là vùng Bắc Trung Bộ, vùng Duyên hải Nam Trung Bộ và vùng Tây Nguyên; với trung tâm là thành phố Huế và thành phố Đà Nẵng. Tùy vào ngữ cảnh, một phần của Bắc Trung Bộ cùng với vùng Bắc Bộ được gọi chung là Miền Bắc Việt Nam; Tây Nguyên, Duyên hải Nam Trung Bộ, phần còn lại của Bắc Trung Bộ cùng với vùng Nam Bộ được gọi chung là Miền Nam Việt Nam.
Trung Bộ nằm ở vị trí chuyển tiếp giữa Bắc Bộ và Nam Bộ. Ngoài hai xứ Thanh – Nghệ, Trung Bộ chứng kiến quá trình Nam tiến của người Việt diễn ra trên lãnh thổ từng thuộc nước Chăm Pa cổ. Các xung đột quân sự và ranh giới chia cắt Việt Nam trong một số thời kỳ lịch sử như thời Trịnh – Nguyễn phân tranh và Chiến tranh Việt Nam cũng nằm trên Trung Bộ.
Thời Pháp thuộc, Trung Bộ là một xứ bảo hộ lấy tên là Trung Kỳ, vốn có từ thời vua Minh Mạng của Nhà Nguyễn. Tên gọi Trung Bộ ra đời từ thời Đế quốc Việt Nam năm 1945. Trung Bộ còn được gọi là Trung Phần (1948–1975) dưới thời Quốc gia Việt Nam và Việt Nam Cộng hòa.

## Địa lý

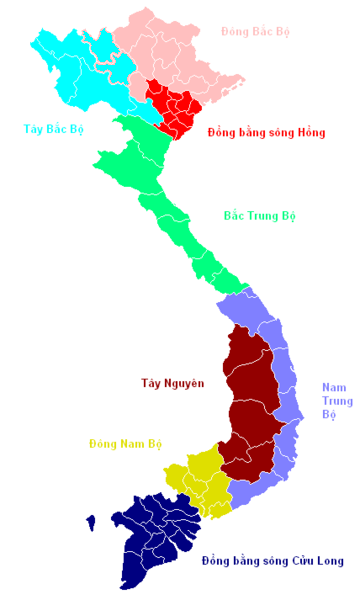
Các vùng miền Việt Nam

### Vị trí, địa hình
miền Trung Việt Nam (Trung Bộ) có phía Bắc giáp khu vực Đồng bằng sông Hồng và Trung du và miền núi phía Bắc; phía Nam giáp các tỉnh Bình Phước, Đồng Nai và Bà Rịa – Vũng Tàu vùng Nam Bộ; phía Đông giáp Biển Đông; phía Tây giáp 2 nước Lào và Campuchia. Dải đất miền Trung được bao bọc bởi những dãy núi chạy dọc bờ phía Tây và sườn bờ biển phía Đông, vùng có chiều ngang theo hướng Đông - Tây hẹp nhất Việt Nam (khoảng 50 km) và nằm trên địa bàn tỉnh Quảng Bình.
Địa hình miền Trung gồm 3 khu vực cơ bản là Bắc Trung Bộ, Tây Nguyên và Duyên hải Nam Trung Bộ.
Bắc Trung Bộ bao gồm các dãy núi phía Tây. Nơi giáp Lào có độ cao trung bình và thấp. Riêng miền núi phía Tây tỉnh Thanh Hoá có độ cao từ 1000 - 1500m. Khu vực miền núi Nghệ An - Hà Tĩnh là đầu nguồn của dãy Trường Sơn có địa hình rất hiểm trở, phần lớn các núi cao nằm rải rác ở đây. Các miền đồng bằng có tổng diện tích khoảng 6.200 km², trong đó đồng bằng Thanh Hoá do nguồn phù sa từ sông Mã và sông Chu bồi đắp, chiếm gần một nửa diện tích và là đồng bằng rộng nhất của Trung Bộ.
Tây Nguyên có diện tích khoảng 54.473,7 km², nằm về phía tây dãy Trường Sơn. Có phía Tây giáp 2 nước Lào và Campuchia, phía Đông giáp khu vực Duyên hải Nam Trung Bộ và phía Nam giáp khu vực Đông Nam Bộ. Địa hình Tây Nguyên đa dạng, phức tạp, chủ yếu là cao nguyên với núi cao ở độ cao từ 250 - 2500m.
Duyên hải Nam Trung Bộ thuộc khu vực cận giáp biển. Địa hình ở đây bao gồm đồng bằng ven biển và núi thấp, có chiều ngang theo hường Đông - Tây (trung bình 40 – 50 km), hạn hẹp hơn so với Bắc Trung Bộ và Tây Nguyên. Có hệ thống sông ngòi ngắn và dốc, bờ biển sâu với nhiều đoạn khúc khuỷu, thềm lục địa hẹp. Các miền đồng bằng có diện tích không lớn do các dãy núi phía Tây trải dọc theo hướng nam tiến dần ra sát biển và có hướng thu hẹp dần diện tích lại. Đồng bằng chủ yếu do sông và biển bồi đắp, khi hình thành nên thường bám sát theo các chân núi.
Xét chung, địa hình Trung Bộ có độ cao thấp dần từ khu vực miền núi xuống đồi gò trung du, xuôi xuống các đồng bằng phía trong dải cồn cát ven biển rồi ra đến các đảo ven bờ.
miền Trung nước ta có diện tích cồn cát lớn trải dài từ tỉnh Quảng Bình đến tỉnh Bình Thuận.

### Các sông và hồ chính

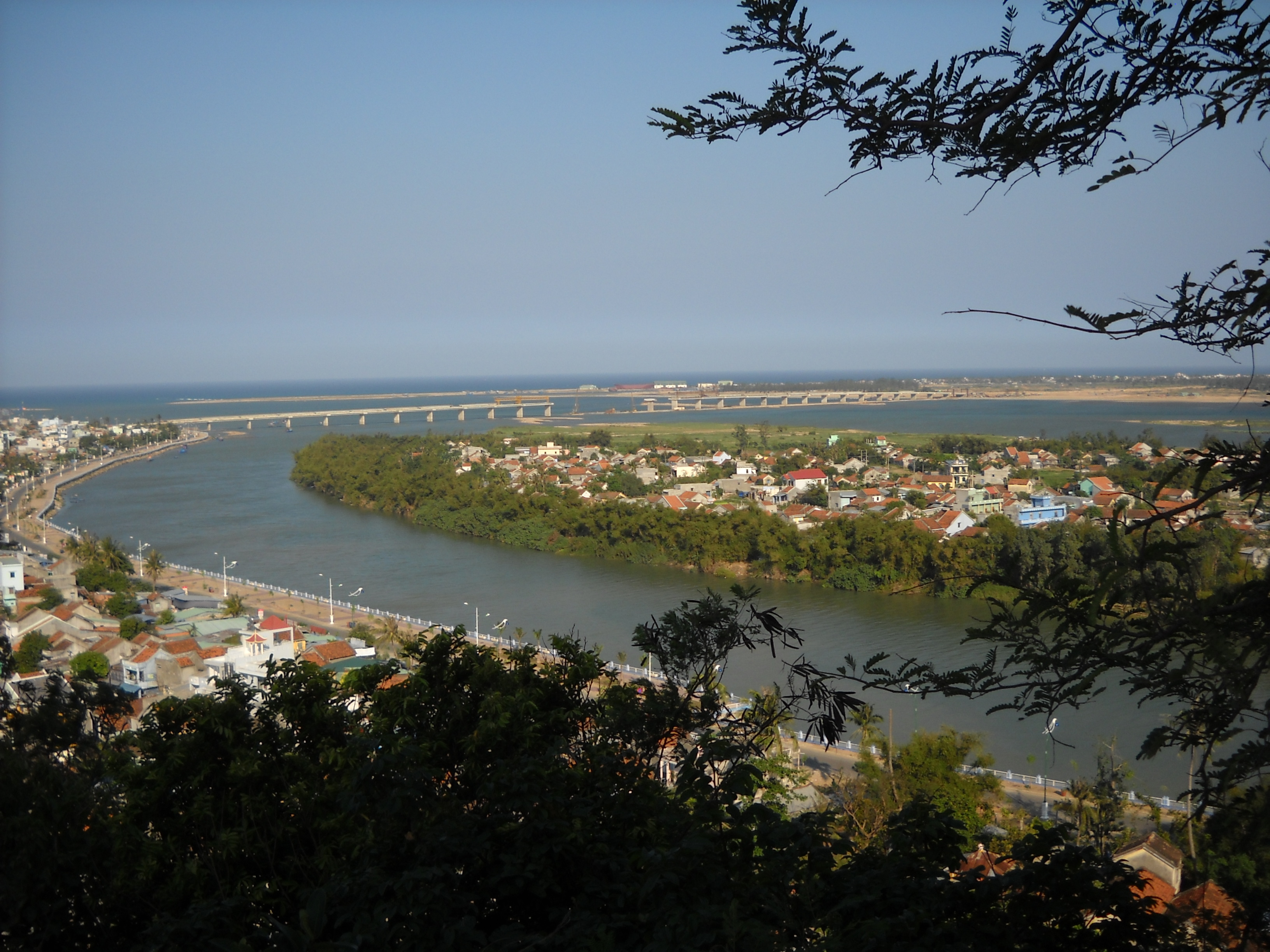
Cầu Đà Rằng, Tuy Hòa

Các dòng sông lớn ở miền Trung chủ yếu được bắt nguồn từ dãy Trường Sơn và đổ ra biển Đông.
- Sông Hương (tức Hương Giang): Bắt nguồn từ dãy Trường Sơn Đông, dài 30 km đoạn từ Bằng Lãng đến cửa Thuận An, chảy qua quận Phú Xuân và Thuận Hóa ở thành phố Huế, sau đó hợp lưu với dòng Hữu Trạch tại ngã ba Bằng Lãng. Sông Hương là dòng sông nổi tiếng trong thi ca, nhạc họa của Việt Nam. Dòng sông là một mạch nguồn, một biểu tượng của văn hóa Huế.
- Sông Hàn: Là con sông nằm ở Thành phố Đà Nẵng. Sông Hàn bắt đầu từ ngã ba sông giữa quận Cẩm Lệ, quận Hải Châu và quận Ngũ Hành Sơn tới vịnh Đà Nẵng, tại chỗ giáp ranh giữa quận Hải Châu và quận Sơn Trà. Sông có dòng chảy từ Nam lên Bắc. Sông Hàn với chiều dài khoảng 7,2 km. Chiều rộng của sông khoảng 900 – 1.200m, độ sâu trung bình 4 - 5m.
- Sông Mã: chảy qua Thanh Hóa, với đồng bằng sông Mã rộng nhất Trung Bộ.
- Sông Lam: Bắt nguồn từ Nậm Căn (Lào), dài 513 km, chảy qua Nghệ An theo hướng Tây Bắc - Đông Nam, đổ ra biển Đông tại cửa Hội.
- Sông Ba (còn gọi là sông Đà Rằng): Bắt nguồn từ dãy núi Ngọc Linh (Kon Tum), dài 300 km, diện tích lưu vực là 13.000 km², chảy qua Gia Lai và Phú Yên rồi đổ ra biển Đông qua cửa Đà Diễn.
- Sông Thạch Hãn: Bắt nguồn từ dãy Trường Sơn, dài 154 km, diện tích lưu vực gần 3000 km², hợp thành bởi hai con sông chính là sông Quảng Trị và sông Cam Lộ rồi đổ ra biển Đông qua cửa Việt.
- Sông Ngàn Sâu: Bắt nguồn từ dãy núi Trường Sơn, dài 131 km, chảy qua địa bàn giáp ranh của 2 tỉnh Hà Tĩnh và Quảng Bình, là chi lưu chính của sông La.
- Sông Trà Khúc: Bắt nguồn từ núi Đắc Tơ Rôn, dài 120 km, là hợp nước của 4 dòng sông (sông Re, sông Xà Lò, sông Rinh, sông Tang), đổ ra biển Đông qua cửa Đại.
- Sông Bến Hải: Bắt nguồn từ dãy Trường Sơn, dài 100 km, chảy dọc theo vĩ tuyến 17° Bắc từ Tây sang Đông rồi đổ ra biển Đông qua cửa Tùng.
- Sông Thu Bồn: Bắt nguồn từ núi Ngọc Linh (giáp giới hai tỉnh Quảng Nam và Kon Tum), dài 95 km, chảy trên địa phận tỉnh Quảng Nam.
- Sông Gianh: Bắt nguồn từ dãy Trường Sơn, dài 90 km, chảy trên địa phận tỉnh Quảng Bình rồi đổ ra Biển Đông qua cửa Gianh.
- Sông Nhật Lệ: Bắt nguồn từ núi U Bò (dãy núi Trường Sơn), dài 85 km, chảy qua địa phận tỉnh Quảng Bình rồi đổ ra Biển Đông qua cửa Nhật Lệ.

Các hồ ở khu vực miền Trung chủ yếu là hồ nhân tạo được xây dựng để giữ nước cung cấp cho cho các vùng phát triển nông nghiệp.
- Hồ Xuân Hương: Nằm giữa trung tâm Thành phố Đà Lạt, xung quanh hồ có rừng thông và các bãi cỏ.
- Hồ Than Thở: Là hồ nước tự nhiên thuộc thành phố Đà Lạt, sau năm 1975 hồ Than Thở còn mang tên hồ Sương Mai.
- Hồ Lắk: Là hồ nước tự nhiên lớn nhất tỉnh Đăk Lăk, dài uốn bao quanh thị trấn Lạc Thiện (nay là thị trấn Liên Sơn), rộng trên 5 km² và thông với con sông Krông Ana.
- Hồ Ayun Hạ: Là hồ nước nhân tạo thuộc tỉnh Gia Lai, có diện tích 37 km², chiều dài 25 km, nơi rộng nhất 5 km.

### Khí hậu

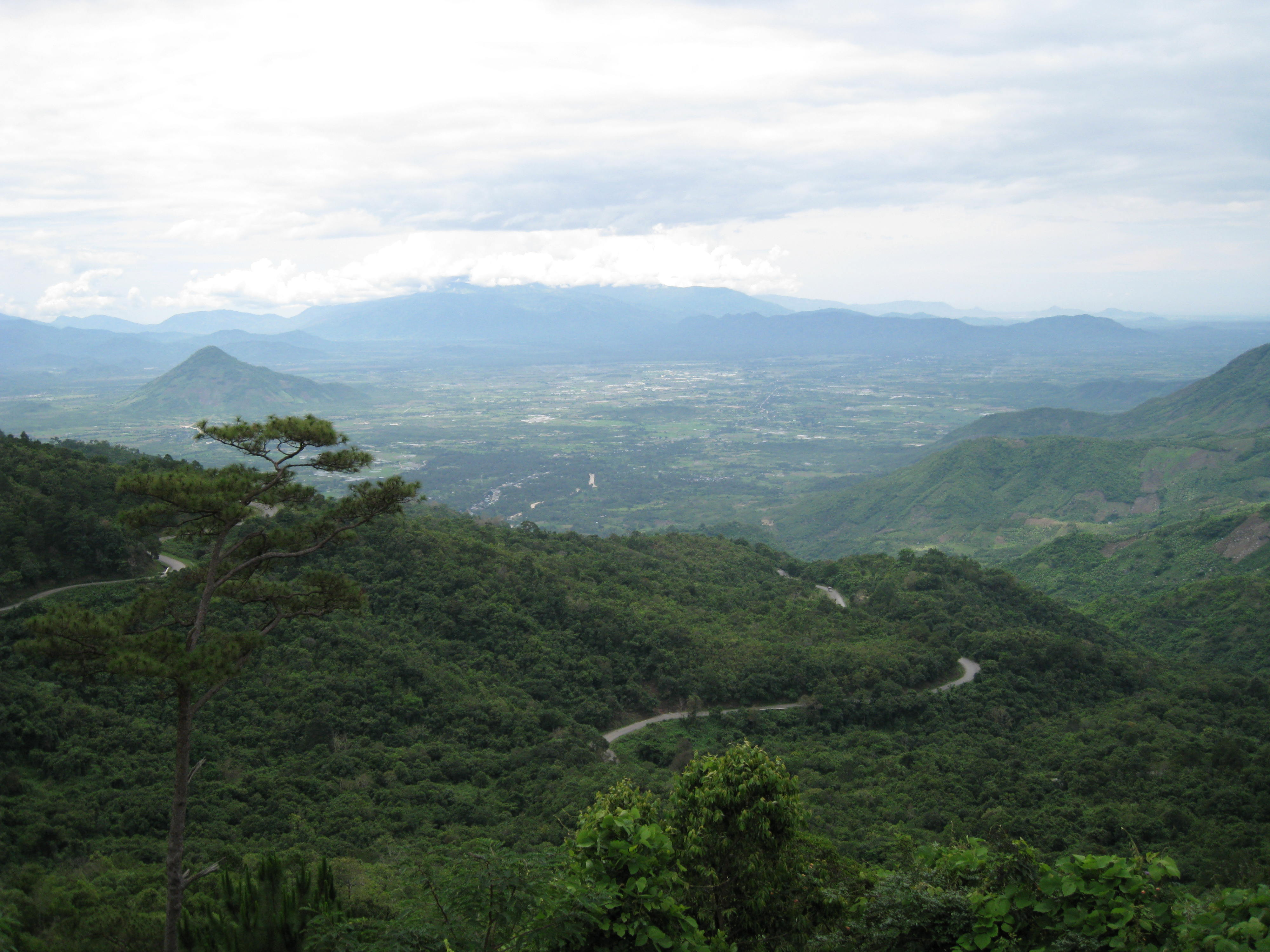
Đèo Ngoạn Mục và sông Pha, Ninh Thuận

Khí hậu Trung Bộ được chia ra làm hai khu vực chính là Bắc Trung Bộ và Duyên hải Nam Trung Bộ.
Khu vực Bắc Trung Bộ (bao gồm toàn bộ phía bắc đèo Hải Vân). Vào mùa đông,  tuy gió mùa đông có cường độ suy yếu hơn so với khu vực Bắc Bộ nhưng gió này tràn theo hướng đông bắc mang theo hơi nước từ biển vào nên toàn khu vực chịu ảnh hưởng của thời tiết lạnh kèm theo mưa. Đây là điểm khác biệt với thời tiết khô hanh vào mùa đông vùng Bắc Bộ. Đến mùa hè không còn hơi nước từ biển vào nhưng có thêm gió mùa tây nam (còn gọi là gió Lào) thổi ngược lên gây nên thời tiết khô nóng, vào thời điểm này nhiệt độ ngày có thể lên tới trên 40 độ C, trong khi đó độ ẩm không khí lại rất thấp.
Vùng Duyên hải Nam Trung Bộ (bao gồm khu vực đồng bằng ven biển Nam Trung Bộ thuộc phía Nam đèo Hải Vân). Gió mùa đông bắc khi thổi đến đây thường suy yếu đi do bị chặn lại bởi dãy núi Bạch Mã. Vì vậy khi về mùa hè khi xuất hiện gió mùa Tây Nam thổi mạnh từ vịnh Thái Lan và tràn qua dãy núi Trường Sơn sẽ gây ra thời tiết khô nóng cho toàn bộ khu vực.
Đặc điểm nổi bật của khí hậu Trung Bộ là có mùa mưa và mùa khô không cùng xảy ra vào một thời kỳ trong năm của hai vùng khí hậu Bắc Bộ và Nam Bộ.

### Mưa lũ
Thừa Thiên Huế là một trong các tỉnh có lượng mưa nhiều nhất ở Việt Nam với lượng mưa trung bình năm vượt trên 2.600mm, có nơi lên đến 4.000mm. Có các trung tâm mưa lớn như khu vực tây A Lưới - Động Ngại (độ cao 1.774m) có lượng mưa trung bình năm từ 3.400 - 5.000mm, khu vực Nam Đông - Bạch Mã - Phú Lộc có lượng mưa trung bình năm từ 3.400 - 5.000mm. Đồng bằng duyên hải Thừa Thiên - Huế có lượng mưa ít nhất, nhưng trung bình năm cũng từ 2.700 - 2.900mm.
Hàng năm có từ 200 - 220 ngày mưa ở các vùng núi, 150 - 170 ngày mưa ở khu vực đồng bằng duyên hải. Vào mùa mưa, mỗi tháng có 16 - 24 ngày mưa. Những đợt mưa kéo dài nhiều ngày trên diện rộng thường gây ra lũ lụt lớn.
Địa hình phía Tây từ Hà Tĩnh đến Thừa Thiên - Huế bao gồm các dãy núi cao. Các dòng sông ở đây có dòng chảy theo hướng Tây Bắc - Đông Nam đổ ra biển thường có lòng sông hẹp, độ dốc lớn, diện tích lưu vực nhỏ nên với lượng mưa tương đối lớn trút xuống sẽ sinh ra lũ lụt lên nhanh và gây lụt lội cho các khu vực đồng bằng thấp phía Đông. Ví dụ như sông Hương - sông Bồ, có độ cao đầu nguồn là 1.318m, dài trên 100 km và diện tích lưu vực 2.690 km², chảy gần theo hướng Bắc Nam đổ ra biển ở cửa Thuận An. Vì toàn bộ diện tích lưu vực sông Hương có trên 80% là đồi núi, khu vực đồng bằng còn lại đa phần ở mức thấp hơn so với mực nước biển, nên hầu hết sẽ bị ngập khi có lũ trên báo động cấp 3 (tương ứng 3,5m).
Với lượng mưa chiếm 68 - 75% lượng mưa trong năm, sẽ phát sinh lũ lụt lớn và gây thiệt hại sản xuất, tài sản, tính mạng cư dân, tác động tiêu cực đến môi trường sinh thái. Ngược lại, trong mùa ít mưa thì nước lại không đủ cung cấp cho sinh hoạt và sản xuất của một số địa phương trong vùng.
Mùa mưa lũ ở Bắc Trung Bộ thường xảy ra từ tháng 7 đến tháng 10, ở vùng Duyên hải Nam Trung Bộ thường xảy ra từ tháng 10 đến tháng 12. Những trận lũ lụt lớn đã xảy ra ở miền Trung vào các năm: 1952, 1964, 1980, 1983, 1990, 1996, 1998, 1999, 2001, 2003. 2020... Có lúc xảy ra lũ chồng lên lũ như các đợt lũ tháng 11, 12 năm 1999; tháng 10, 11 năm 2010 và mới đây miền Trung vừa trải qua cơn lũ lịch sử (10/2020).

## Lịch sử

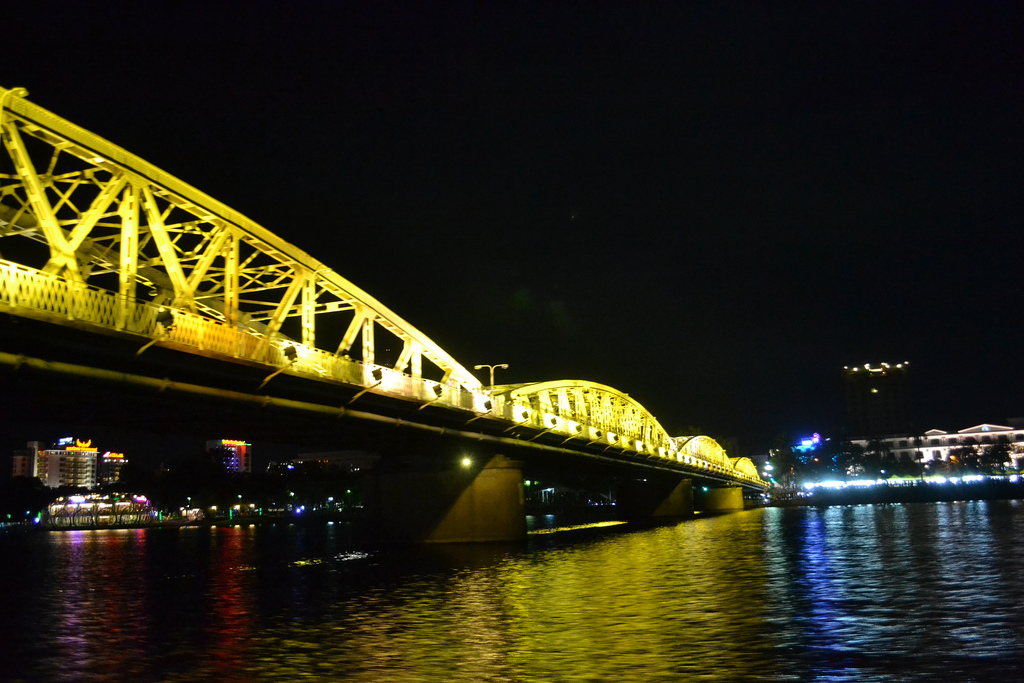
Cầu Trường Tiền

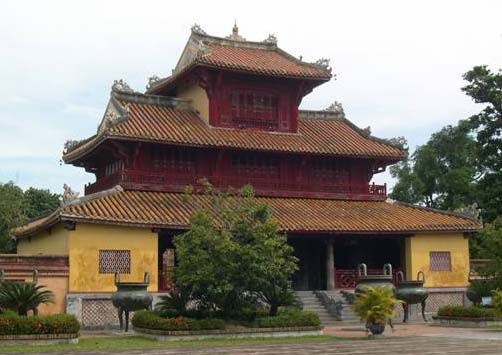
Hiển Lâm Các

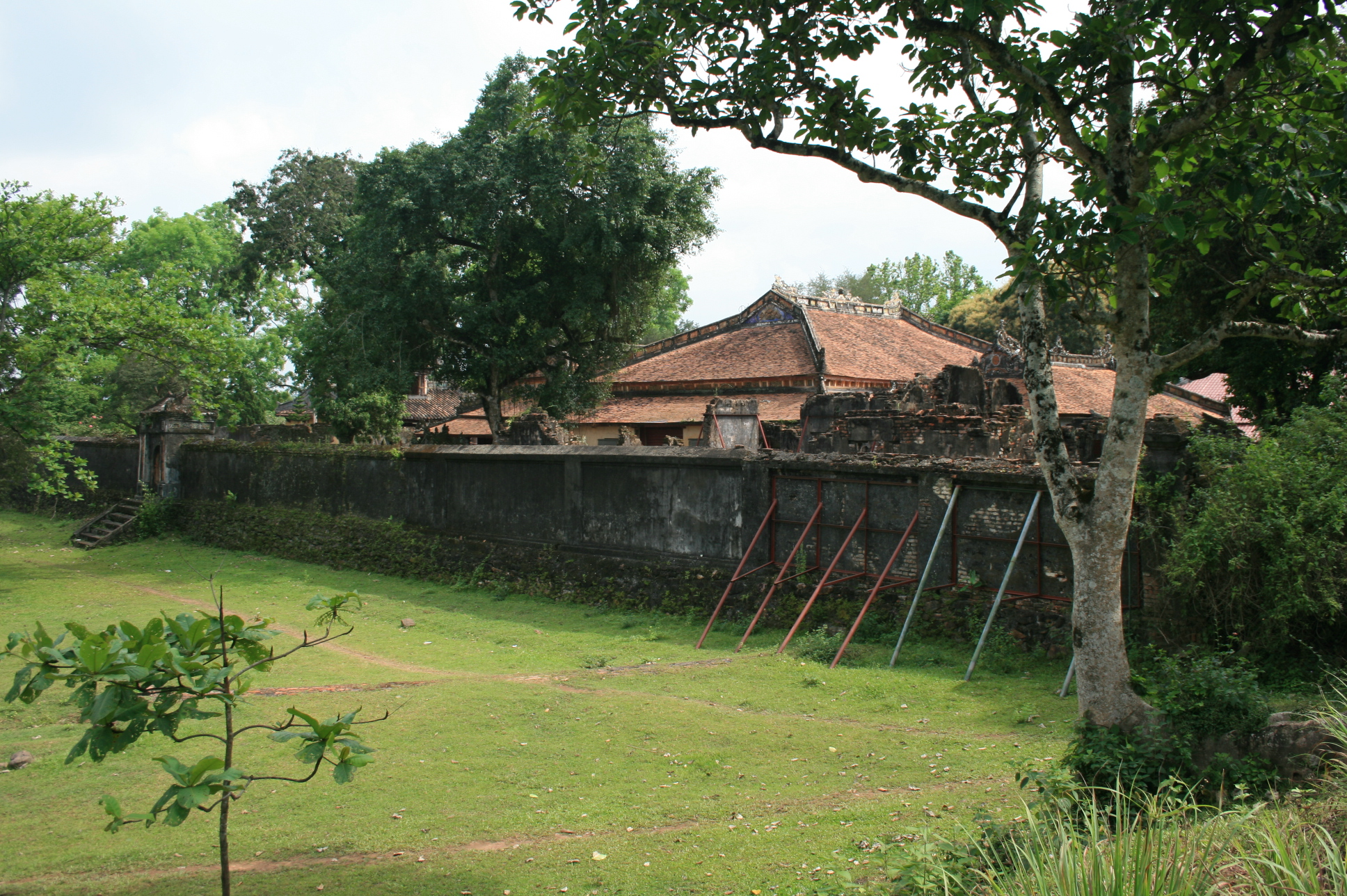
Lăng Đồng Khánh

miền Trung Việt Nam trong lịch sử đã được gọi bằng các tên khác nhau như Trung Kỳ (là tên gọi do vua Minh Mạng đặt ra cho phần giữa của Việt Nam kể từ năm 1834), An Nam (theo cách gọi của người Pháp) và Trung phần (thời Việt Nam Cộng hòa).
Tây Nguyên thường được gộp vào Trung Bộ, đôi khi có tài liệu gọi vùng này bằng tên ghép miền Trung - Tây Nguyên. Tên gọi Trung Bộ được dùng sau khi vua Bảo Đại thành lập cơ quan hành chính cấp vùng cao hơn tỉnh vào năm 1945, thay cho tên gọi Trung Kỳ gợi nhớ thời kỳ bị Pháp đô hộ, và còn được các tài liệu chính thức của chính phủ Việt Nam Dân chủ Cộng hòa sử dụng. Tên gọi này cũng được nhiều người sử dụng cho đến ngày nay.
Ngoài ra còn có một danh xưng khác là Trung phần, phát xuất từ việc vào năm 1949, Quốc trưởng Bảo Đại cho thành lập cơ quan hành chính cấp Phần, với chức năng tương đương cấp Bộ năm 1945. Về sau, chính phủ Việt Nam Cộng hòa cũng thường dùng danh xưng này cho đến tận khi sụp đổ vào năm 1975. Sắc lệnh số 143-A/TTP của Phủ Tổng thống Việt Nam Cộng hòa ngày 23/10/1956 đã quy định gọi Bắc Việt, Trung Việt, Nam Việt tương ứng là Bắc Phần, Trung Phần, Nam Phần. Tây Nguyên được Việt Nam Cộng hòa gọi là Cao nguyên Trung phần (trước đó gọi là Cao nguyên Miền Nam). Theo Sắc lệnh số 147-A/NV của Tổng thống Việt Nam Cộng hòa ngày 24/10/1956 thì Trung Phần gồm Cao nguyên Trung phần và Trung nguyên Trung phần.

## Các đơn vị hành chính
Trung Bộ bao gồm 11 tỉnh, thành phố, được chia làm 2 tiểu vùng:
- Bắc Trung Bộ gồm có 4 tỉnh và 1 thành phố
- Nam Trung Bộ gồm có 5 tỉnh và 1 thành phố

Khối núi Bạch Mã, nơi có đèo Hải Vân được coi là ranh giới giữa Bắc và Nam Trung Bộ.
Trước khi thực hiện sáp nhập tỉnh, vùng Duyên hải Nam Trung Bộ có khi được gọi tắt là Nam Trung Bộ, khiến cho nhiều người hiểu là Nam Trung Bộ và Tây Nguyên là hai vùng riêng biệt, dẫn đến một số tài liệu cũng có cách gọi như vậy.
Hiện tại, vùng Trung Bộ có diện tích 151.234 km² (tỷ lệ 45,5% so với tổng diện tích cả nước) với số dân 26.460.660 người (tỷ lệ 27,4% so với tổng dân số cả nước), mật độ dân số bình quân 175 người/km².

## Danh sách các tỉnh thành thuộc Trung Bộ
| Stt                    | Tỉnh/thành phố    | Thủ phủ               | Thành phố | Thị xã | Quận | Huyện | Dân số (người) | Diện tích (km²) | Mật độ (km²) | Biển số xe | Mã vùng ĐT | Biểu Trưng |
| ---------------------- | ----------------- | --------------------- | --------- | ------ | ---- | ----- | -------------- | --------------- | ------------ | ---------- | ---------- | ---------- |
| Bắc Trung Bộ           |                   |                       |           |        |      |       |                |                 |              |            |            |            |
| 1                      | Thành phố Huế     | Quận Thuận Hóa        |           | 3      | 2    | 4     | 1.283.000      | 4.902,4         | 231          | 75         | 234        |            |
| 2                      | Thanh Hóa         | Thanh Hóa             | 2         | 2      |      | 23    | 3.664.000      | 11.204,6        | 330          | 36         | 237        |            |
| 3                      | Nghệ An           | Vinh                  | 1         | 3      |      | 17    | 3.327.791      | 16.493,7        | 202          | 37         | 238        |            |
| 4                      | Hà Tĩnh           | Hà Tĩnh               | 1         | 2      |      | 10    | 1.288.866      | 5.990,7         | 215          | 38         | 239        |            |
| 5                      | Quảng Trị         | Đồng Hới              | 1         | 1      |      | 8     | 1.870.845      | 12.700          | 147          | 74         | 233        |            |
| Duyên hải Nam Trung Bộ |                   |                       |           |        |      |       |                |                 |              |            |            |            |
| 1                      | Thành phố Đà Nẵng | Phường Hải Châu       |           |        | 6    | 2     | 3.065.628      | 11.859,59       | 258          | 43         | 236        |            |
| 2                      | Quảng Ngãi        | Quảng Ngãi            | 1         | 1      |      | 11    | 1.231.697      | 5.135,2         | 253          | 76         | 0 255      |            |
| 4                      | Bình Định         | Quy Nhơn              | 1         | 2      |      | 8     | 1.487.009      | 6.066,2         | 252          | 77         | 256        |            |
| 5                      | Phú Yên           | Tuy Hòa               | 1         | 2      |      | 6     | 961.152        | 5.023,4         | 180          | 78         | 258        |            |
| 6                      | Khánh Hòa         | Nha Trang             | 2         | 1      |      | 6     | 1.231.107      | 5.137,8         | 238          | 79         | 258        |            |
| 7                      | Ninh Thuận        | Phan Rang – Tháp Chàm | 1         |        |      | 6     | 590.467        | 3.355,34        | 181          | 85         | 259        |            |
| 8                      | Bình Thuận        | Phan Thiết            | 1         | 1      |      | 8     | 1.230.808      | 7.812,8         | 158          | 86         | 252        |            |
| Tây Nguyên             |                   |                       |           |        |      |       |                |                 |              |            |            |            |
| 1                      | Kon Tum           | Kon Tum               | 1         |        |      | 9     | 561.742        | 9.674,18        | 58           | 82         | 260        |            |
| 2                      | Gia Lai           | Pleiku                | 1         | 2      |      | 14    | 1.541.829      | 15.510,9        | 99           | 81         | 269        |            |
| 3                      | Đắk Lắk           | Buôn Ma Thuột         | 1         | 1      |      | 13    | 2.127.000      | 13.030,5        | 143          | 47         | 262        |            |
| 4                      | Đắk Nông          | Gia Nghĩa             | 1         |        |      | 7     | 637.907        | 6.509,27        | 98           | 48         | 261        |            |
| 5                      | Lâm Đồng          | Đà Lạt                | 2         |        |      | 10    | 1.416.500      | 9.783,2         | 145          | 49         | 263        |            |

## Văn hóa
Trung Bộ, ngoại trừ các tỉnh Thanh Hóa, Nghệ An và Hà Tĩnh, đây từng là nơi định cư của các tiểu vương quốc Chăm. Vì vậy đặc điểm căn bản văn hóa vùng miền chủ yếu mang dấu tích của văn hóa Chăm Pa. Nhiều di sản văn hoá hữu thể còn tồn tại từ thời đó đến nay như tháp Chăm ở Huế, tháp Đôi Liễu, Cốc Thượng, Núi Rùa ở Quảng Nam, Đà Nẵng được xem như những đại diện tiêu biểu cho các giai đoạn phát triển nghệ thuật và kiến trúc đối với lịch sử của nền văn hoá Trung Bộ.
So sánh với 2 vùng Bắc Bộ và Nam Bộ thì Trung Bộ thể hiện rõ nét là một vùng đệm mang tính trung gian. Nơi đây phần nào đã chịu sự ảnh hưởng từ các yếu tố tự nhiên là núi non, biển, sông ngòi, các đầm và đồng bằng, vào trong các thành tố văn hoá vùng. Thể hiện qua các loại hình văn hóa, tập tục xã hội nói chung và cuộc sống trong các làng, xã đồng bằng ven biển nói riêng. Các làng nghề nông nghiệp, ngư nghiệp, thủ công, có hoạt động đan xen, hỗ trợ nhau. Điển hình là các ngày lễ cúng đình của làng nghề nông nghiệp và đồng thời là lễ cúng cá ông của làng nghề đánh cá, phần do vùng Trung Bộ gồm có những tiểu đồng bằng nhỏ hẹp, bám sát vào các chân núi ven biển.
Khí hậu quanh năm trong vùng không được thuận lợi và tính chất văn hoá vùng miền chịu sự chi phối mạnh của điều kiện tự nhiên vốn luôn khắc nghiệt này. Tuy văn hóa Trung Bộ có những đặc điểm riêng biệt với các vùng khác, nhưng xuất phát từ hệ thống địa lý liền một dải, lại có mối quan hệ tương hỗ giữa các vùng miền trong lịch sử phát triển nên vừa có tính đặc trưng lại vừa tương đồng với nền văn hoá chính thể.

## Kinh tế

### Đặc điểm chung
Kinh tế miền Trung với sự tập trung là 5 tỉnh kinh tế trọng điểm, có nhiều lợi thế về vị trí chiến lược bao gồm nguồn nhân lực, 17 cảng biển, 15 khu kinh tế, 22 khu công nghiệp, 2 khu chế xuất, 8 sân bay, 2 xa lộ xuyên Việt, hành lang kinh tế Đông Tây và những dự án hàng chục tỷ USD. Tuy nhiên, hiện nay các tiềm năng sẵn có đó vẫn chưa phát huy được lợi thế kinh tế vùng miền nói chung khi các tỉnh, thành đều có những ưu thế nhưng chưa được quy hoạch tổng thể, đang còn tồn tại sự phát triển lao động sản xuất manh mún, tự phát. Các cảng biển nước sâu Vũng Áng - Sơn Dương (Hà Tĩnh), Chân Mây (Thừa Thiên Huế), Tiên Sa (Đà Nẵng), Kỳ Hà (Quảng Nam) và Dung Quất (Quảng Ngãi) không được hoạt động hết công suất tối đa. Các khu công nghiệp - chế xuất đang trong tình trạng thiếu vắng các doanh nghiệp trong và ngoài nước trú trọng và quan tâm đầu tư.

### Vùng kinh tế trọng điểm

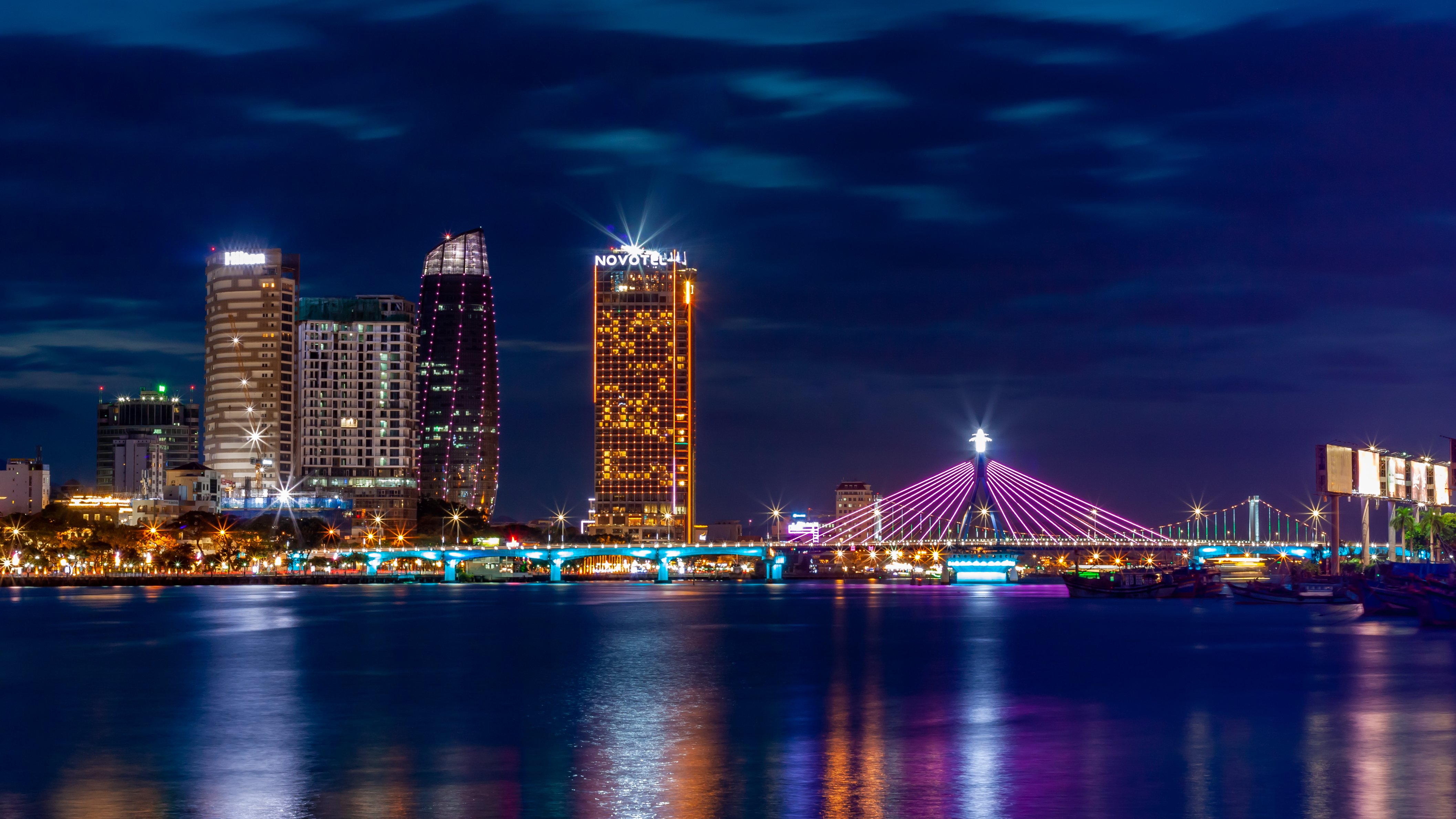
Một góc Đà Nẵng, trung tâm kinh tế của khu vực Trung Bộ - Tây Nguyên.

Các khu vực kinh tế trọng điểm của miền Trung gồm 5 tỉnh/thành: thành phố Đà Nẵng (hạt nhân), thành phố Huế, Quảng Nam, Quảng Ngãi, Bình Định với tổng diện tích khoảng 27.884 km², dân số năm 2006 vào khoảng 6,2 triệu người và dự báo đến 2025 là 8,15 triệu người . Các khu vực kinh tế này không chỉ có vai trò là động lực thúc đẩy sự phát triển kinh tế - xã hội của khu vực miền Trung và Tây Nguyên mà còn có vị trí quan trọng trong chiến lược phát triển kinh tế - xã hội cả nước về địa lý, kinh tế, chính trị, văn hóa và an ninh quốc phòng. Là mặt tiền của tiểu vùng sông Mekong, từ đây có thể giao thương với các nước như Lào, Campuchia, Thái Lan, Myanma và xa hơn là các nước Nam Á và vùng Tây Nam Trung Quốc qua các trục hành lang Đông - Tây, quốc lộ 9, đường 14, đường 24, đường 19.
Năm 1994, Chính phủ phê duyệt dự án cảng biển nước sâu và Khu công nghiệp Dung Quất đã ra đời vùng kinh tế trọng điểm kéo dài từ Liên Chiểu (Đà Nẵng) đến Dung Quất (Quảng Ngãi), hình thành trục phát triển công nghiệp và du lịch dọc theo vùng duyên hải từ Đà Nẵng đến Dung Quất cùng với chuỗi đô thị đang phát triển trải dài 558 km theo bờ biển, gồm Huế, Đà Nẵng, Hội An, Tam Kỳ, Quảng Ngãi, Quy Nhơn và các khu kinh tế lớn như Chân Mây - Lăng Cô, Chu Lai, Dung Quất, Nhơn Hội. Sau đó 2 năm (năm 1996) dự án cảng biển nước sâu và Khu công nghiệp thương mại - du lịch và dịch vụ Chân Mây ra đời dẫn đến sự phát triển vùng kinh tế trọng điểm ra đến Thừa Thiên Huế. Tiếp đến năm 2004, việc phê duyệt dự án cảng biển nước sâu và Khu kinh tế Nhơn Hội dẫn đến sự mở rộng vùng kinh tế trọng điểm về phía Nam đến Bình Định.

### Du lịch

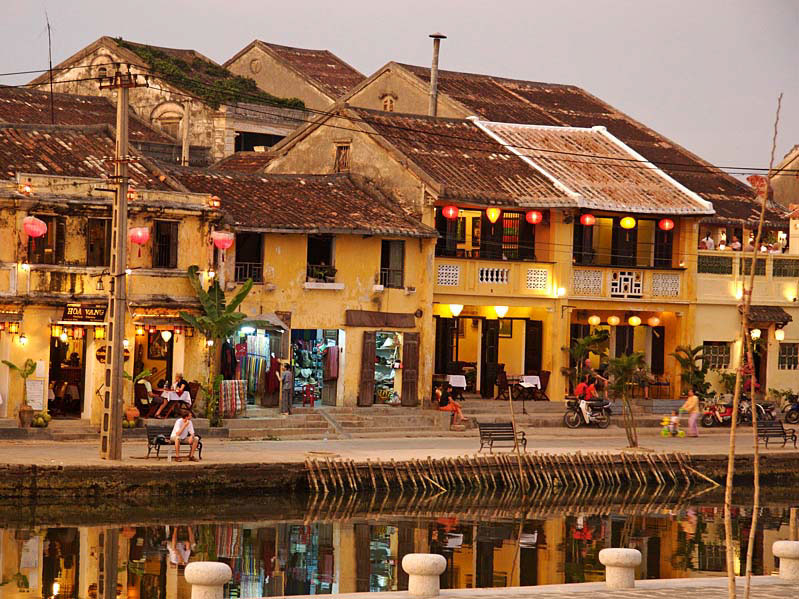
Phố cổ Hội An

Từ năm 1993, khi cố đô Huế và tiếp đó là đô thị cổ Hội An, Mỹ Sơn, nhã nhạc cung đình Huế, vườn quốc gia Phong Nha-Kẻ Bàng lần lượt được công nhận là di sản văn hóa thế giới đã tạo ra một dáng vẻ mới cho sự phát triển ngành du lịch miền Trung. Nơi đây còn có trên 80 di tích lịch sử, văn hóa đã được xếp hạng, nhiều bãi biển đẹp nhất Việt Nam và một số hệ sinh thái điển hình như đầm phá, vùng cát, san hô.
Gắn với hành lang kinh tế Đông - Tây bởi các cửa khẩu quốc tế trên biên giới Việt Nam - Lào gồm có cửa khẩu Cầu Treo (Hà Tĩnh), cửa khẩu Cha Lo (Quảng Bình), cửa khẩu Lao Bảo (Quảng Trị), cửa khẩu Đắc Ốc (Quảng Nam), cửa khẩu Bờ Y (Kon Tum); Các bãi tắm, vịnh đẹp dọc biển miền Trung; Các di sản văn hóa vật thể và phi vật thể, di sản thiên nhiên phục vụ việc tham quan - nghiên cứu (từ Phòng Nha đến Huế, Hội An, Mỹ Sơn...); Những thương hiệu ẩm thực miền Trung tập trung vào các món ăn Huế và đặc biệt là các món ăn đặc sản biển; Những trung tâm mua sắm, sản xuất hàng lưu niệm đáp ứng nhu cầu mua bán của du khách; Các lễ hội được nghiên cứu và mở rộng trong nhiều địa phương. Chính là những điều kiện đã trở thành chuỗi sản phẩm du lịch thu hút sự phát triển kinh tế cho toàn vùng.
Tổng nguồn vốn đầu tư cho kinh tế du lịch miền Trung và Tây Nguyên cho đến năm 2005 là 240,6 triệu USD và cho giai đoạn đầu tư phát triển tiếp theo từ năm 2006 đến năm 2010 là 1.131 triệu USD.
Du lịch miền Trung, du khách sẽ có cơ hội tận hưởng những bãi biển tuyệt đẹp như bãi biển Sầm Sơn, Cửa Lò, Thiên Cầm, Nhật Lệ, Cửa Tùng, Thuận An, Cảnh Dương, Lăng Cô, Mỹ Khê, Cà Ná, Cửa Đại, Quy Nhơn, Nha Trang, Mũi Né (Phan Thiết). Bãi biển Mỹ Khê (Đà Nẵng) còn được tạp chí uy tín hàng đầu của Mỹ, Forbes chọn là một trong 6 bãi biển quyến rũ nhất hành tinh. Vịnh Nha Trang (Khánh Hòa) và vịnh Lăng Cô (Thừa Thiên Huế) là 2 trong số 3 vịnh biển của Việt Nam được kết nạp vào CLB các vịnh biển đẹp nhất thế giới. Vịnh biển còn lại là vịnh Hạ Long (Quảng Ninh) nằm ở miền bắc Việt Nam. Du lịch sông nước là một trong những nét quyến rũ của miền Trung, du khách có thể xuôi theo dòng sông Hương, ngắm cảnh sắc đẹp và tĩnh lặng như tranh thủy mặc. Phố cổ Hội An - một trong 10 điểm dừng chân tuyệt vời nhất châu Á do tạp chí Smart Travel Asia bình chọn. Một địa điểm lý tưởng du lịch miền Trung nữa là Đại nội kinh thành Huế, đặc biệt sinh động với cảnh sắc Đại nội trong ánh đèn đêm. Ngành du lịch miền Trung mang cả sự hiện đại và năng động, kết hợp trong đó là những nét văn hóa truyền thống dân gian, dân tộc.

## Danh lam thắng cảnh

### Khu vực duyên hải miền Trung
- Bãi biển Sầm Sơn: Thuộc phường Sầm Sơn, tỉnh Thanh Hóa. Bãi biển Sầm Sơn do người Pháp khai thác từ năm 1906 và đã nhanh chóng trở thành nơi nghỉ mát của Đông Dương.
- Bãi biển Cửa Lò: Thuộc thị xã Cửa Lò, tỉnh Nghệ An. Bãi biển Cửa Lò là một trong những bãi tắm đẹp ở Việt Nam, nằm giữa quần thể du lịch - văn hóa của xứ Nghệ.
- Ngã ba Đồng Lộc: Nằm ở giao điểm của tỉnh lộ số 5 và quốc lộ 15, thuộc lợi phận huyện Can Lộc, tỉnh Hà Tĩnh. Trong những năm chiến tranh, ngã ba Đồng Lộc là cửa ngõ giao thông từ miền Bắc và đường mòn Hồ Chí Minh.
- Thiên Cầm: Nằm ở huyện Cẩm Xuyên, tỉnh Hà Tĩnh. Từ đầu thế kỷ XX, người Pháp đã cho xây dựng Thiên Cầm thành một khu nghỉ mát.
- Vườn quốc gia Phong Nha - Kẻ Bàng (di sản thiên nhiên thế giới): Thuộc huyện Bố Trạch, tỉnh Quảng Bình. Đây là một phần của khu vực núi đá vôi cổ nhất ở châu Á được tạo lập từ hơn 400 triệu năm trước. Năm 2003, Phong Nha - Kẻ Bàng được UNESCO công nhận là Di sản Thế giới, là Di sản thế giới thứ năm của Việt Nam.
- Địa đạo Vịnh Mốc: Thuộc huyện Vĩnh Linh, tỉnh Quảng Trị. Địa đạo Vịnh Mốc được đào trong vòng 2 năm. Hệ thống đường hầm có tổng chiều dài gần 2 km, chia thành 3 tầng. Địa đạo được thiết kế như một làng dưới mặt đất với 94 căn hộ gia đình, có giếng nước ngọt, hội trường, nhà hộ sinh, phòng phẫu thuật, bếp Hoàng Cầm.
- Kinh thành Huế: Nằm ở bờ bắc sông Hương và thuộc địa phận quận Phú Xuân, thành phố Huế. Tổng thể di tích này đã được UNESCO công nhận là di sản văn hoá thế giới.
- Bảo tàng điêu khắc Chămpa: Xây dựng từ năm 1915 dưới sự bảo trợ của Viện nghiên cứu Viễn Đông Pháp tại Việt Nam. Bảo tàng điêu khắc Chàm xây phỏng theo mô típ của các kiến trúc Chămpa.
- Ngũ Hành Sơn: Thuộc phường Hoà Hải, quận Ngũ Hành Sơn, thành phố Đà Nẵng. Ngũ Hành Sơn gồm có 5 ngọn: Thủy Sơn và Mộc Sơn ở phía đông, Thổ Sơn, Kim Sơn, Hoả Sơn ở phía tây.
- Di sản văn hóa Thánh địa Mỹ Sơn: Thuộc xã Duy Phú, huyện Duy Xuyên, tỉnh Quảng Nam. Mỹ Sơn là thánh địa Ấn Độ giáo của vương quốc Chămpa. Những đền thờ một bộ Linga hoặc hình tượng của thần Siva, là Đấng bảo hộ của các dòng vua Chămpa.
- Phố cổ Hội An: Thuộc thành phố Hội An, tỉnh Quảng Nam. Là mẫu tiêu biểu về một cảng thị truyền thống Đông Nam Á trong giai đoạn thế kỷ XV - XVI.
- Bãi biển Mỹ Khê: Bãi biển này thuộc thôn Cổ Lũy, xã Tịnh Khê, Thành phố Quảng Ngãi. Nó cách trung tâm thành phố Quảng Ngãi 12 km về phía Đông, nằm bên cạnh sông Kinh. Mỹ Khê nằm trên quốc lộ 24B, cách cảng Dung Quất 16 km và gần cảng Sa Kỳ. Bãi biển này cách khu chứng tích Sơn Mỹ 3 km - nơi xảy ra vụ thảm sát Mỹ Lai đã từng làm chấn động dư luận thế giới.
- Ghềnh Ráng Tiên Sa: Nằm cách trung tâm thành phố Quy Nhơn khoảng 3 km về hướng đông nam. Thắng cảnh Ghềnh Ráng trải dài dọc bờ biển, uốn lượn hàng cây số, nước biển trong xanh. Nơi đây có bãi Đá Trứng (với vô số hòn đá tròn nhẵn như trứng chim khổng lồ) là quần thể sơn thạch còn gọi là Bãi tắm Hoàng Hậu (Nam Phương Hoàng Hậu từng đến tắm ở đây), dấu vết tận cùng phía đông của dãy núi Xuân Vân. Ngoài ra, nơi đây còn mộ nhà thơ Hàn Mặc Tử nằm trên đồi Thi Nhân và Lầu Bảo Đại (một nhà nghỉ ba tầng, mặt hướng ra biển, đã bị phá hủy trong chiến tranh).
- Bãi Môn - Mũi Điện: Là một mũi đất nhô ra biển từ một nhánh của dãy Trường Sơn, hướng thẳng ra bãi Môn, thuộc địa phận xã Hòa Tâm, thị xã Đông Hòa, tỉnh Phú Yên, Việt Nam.
- Vịnh Văn Phong: Thuộc huyện Vạn Ninh, tỉnh Khánh Hòa, cách thành phố Nha Trang khoảng 80 km về phía bắc. Vịnh Văn Phong được Hiệp hội Biển thế giới công nhận là một trong bốn vịnh có vị trí du lịch biển lý tưởng nhất hiện nay.
- Bãi biển Đại Lãnh: Thuộc địa phận huyện Vạn Ninh, tỉnh Khánh Hòa, cách Nha Trang khoảng 80 km. Là một trong những bãi biển có vẻ đẹp thiên nhiên bậc nhất.
- Khu bảo tồn biển Hòn Mun: Nằm ở phía nam vịnh Nha Trang, thành phố Nha Trang, tỉnh Khánh Hòa.
- Tháp Pô Nagar: Nằm bên cửa sông Cái và Quốc lộ 1, thuộc phường Vĩnh Phước, phía bắc thành phố Nha Trang.
- Tháp Po Klong Garai: Là tên gọi chung cho một cụm tháp Chăm hùng vĩ và đẹp nhất còn lại ở Việt Nam, phụng thờ vua Po Klong Garai.
- Mũi Né: Là tên một làng chài, cách trung tâm thành phố Phan Thiết 20 km. Mũi Né có nhiều bãi biển nguyên thủy, chưa có sự khai thác của con người, cảnh quan hùng vĩ, môi trường thiên nhiên trong lành.

### Khu vực cao nguyên miền Trung
- Hồ Xuân Hương: Nằm tại trung tâm thành phố Đà Lạt. Hồ được mang tên Xuân Hương từ năm 1953, là nữ sĩ thơ Nôm Hồ Xuân Hương người Việt Nam thế kỷ thứ XIX.
- Thung lũng Tình Yêu: Nằm cách trung tâm thành phố Đà Lạt chừng 5 km về phía bắc.
- Ga Đà Lạt: Tuyến đường sắt nối Đà Lạt với Tháp Chàm (Tourcham), khánh thành năm 1938 và được đánh giá là nhà ga đẹp nhất Đông Dương lúc bấy giờ.
- Thiền viện Trúc Lâm Đà Lạt: Tọa lạc bên hồ Tuyền Lâm trên núi Phượng Hoàng, thuộc phường 3 thành phố Đà Lạt. Chùa do hòa thượng Thích Thanh Từ tạo dựng từ đầu thập niên 90.
- Nhà thờ chính tòa Kon Tum: Là một nhà thờ Công giáo thuộc phường Thống Nhất, thành phố Kon Tum. Đó là một nhà thờ gỗ với lối kiến trúc Roman kết hợp với kiến trúc nhà sàn của người Ba Na. Nhà thờ do các cố linh mục người Pháp cho xây dựng vào năm 1913.
- Biển hồ Tơ Nưng: Nằm ở xã Biển Hồ, thành phố Pleiku, tỉnh Gia Lai. Biển hồ Tơ Nưng nguyên là một miệng núi lửa ngừng hoạt động đã hàng trăm triệu năm.
- Công viên địa chất Đắk Nông: Là một công viên địa chất có diện tích 4.760 km², trải dài trên địa bàn 5 huyện: Krông Nô, Cư Jút, Đắk Mil, Đắk Song, Đắk Glong và thành phố Gia Nghĩa thuộc tỉnh Đắk Nông, Việt Nam.
- Nhà mồ Tây Nguyên: Tồn tại ở hầu hết các tỉnh khu vực Tây Nguyên. Nhà mồ Tây Nguyên được xây cất theo phong tục tang lễ, có trang trí nhiều tượng gỗ.

## Hình ảnh Trung Bộ

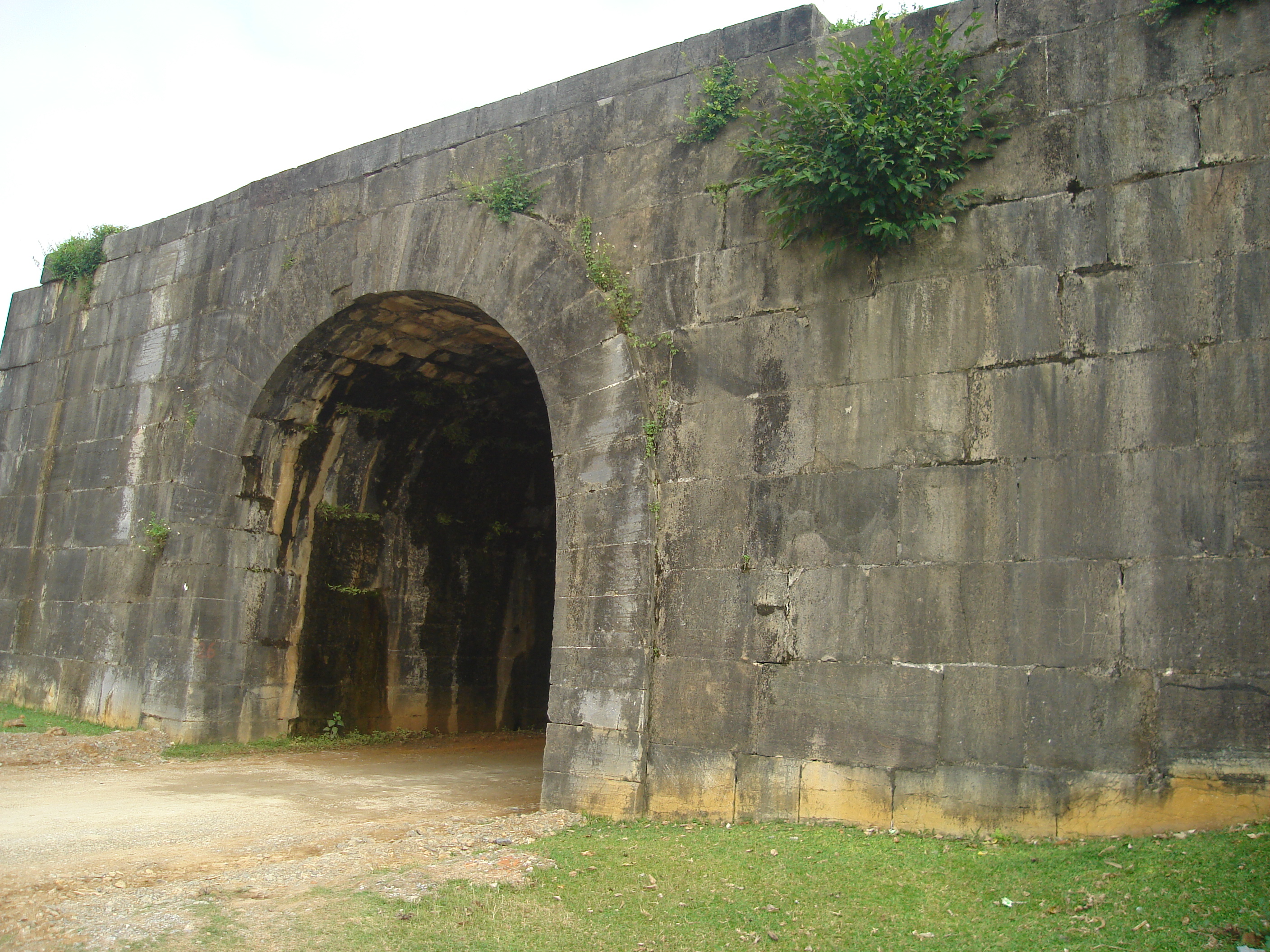
Thành nhà Hồ Thanh Hoá
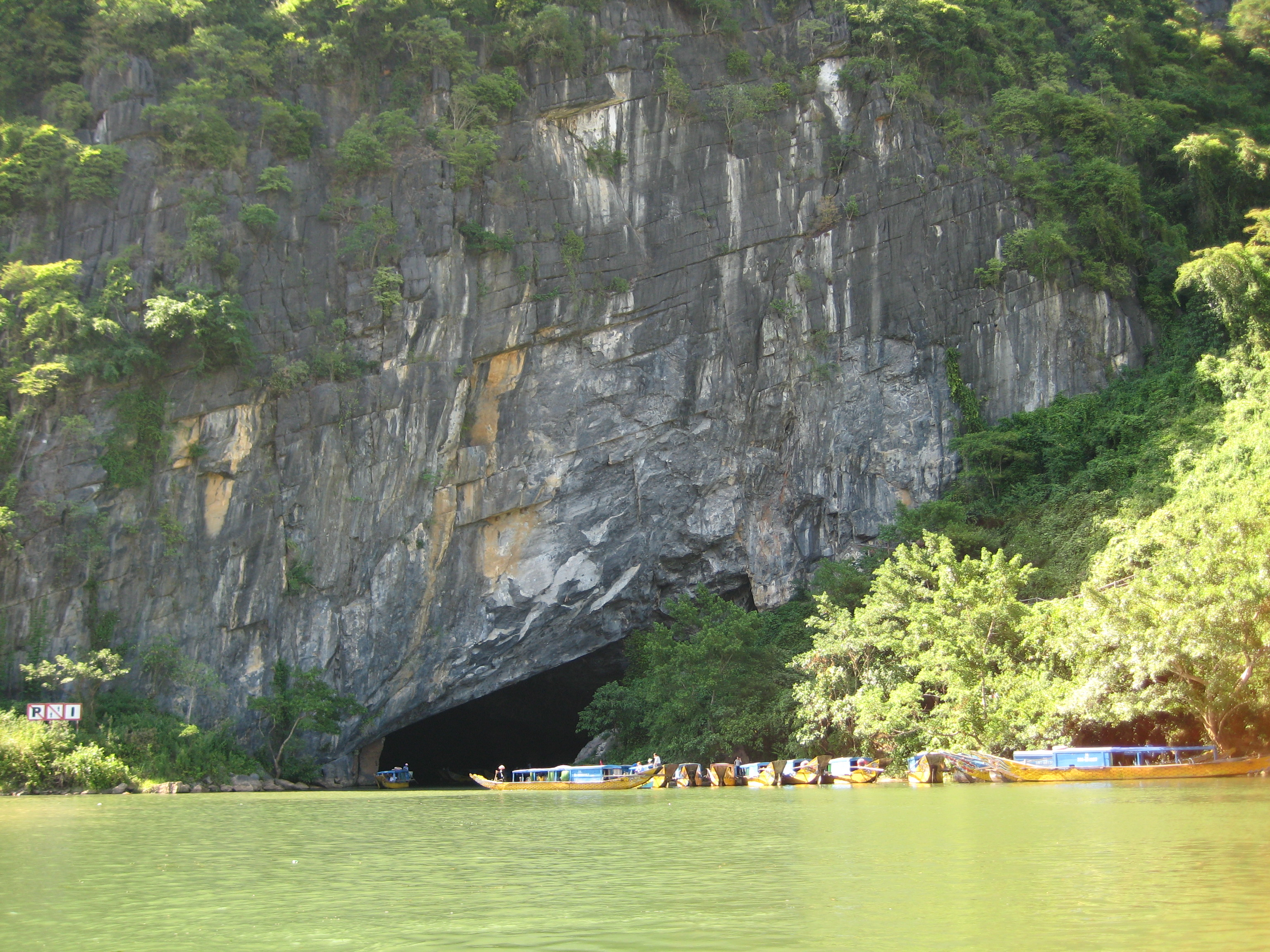
Phong Nha - Kẻ Bàng Quảng Bình
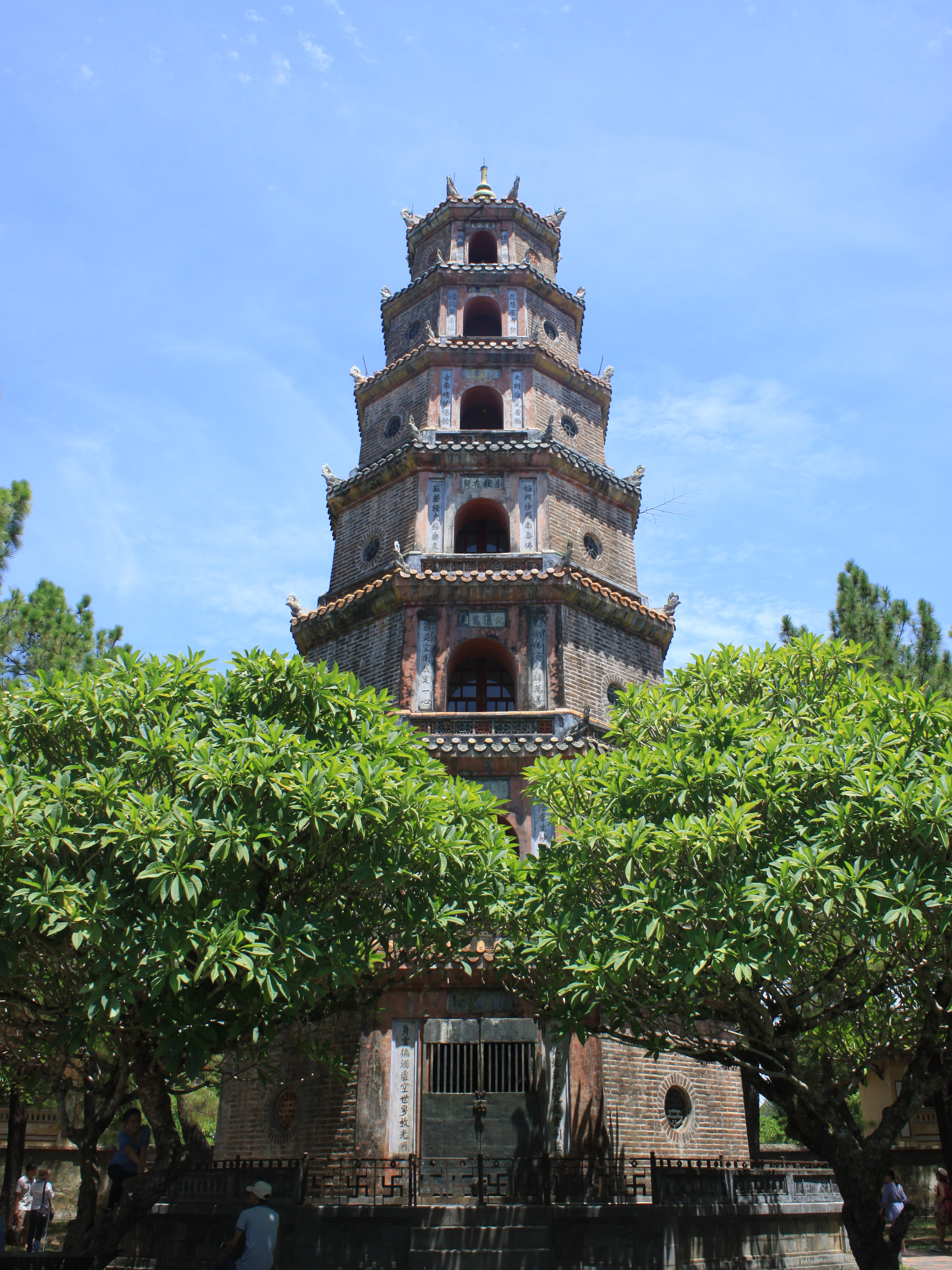
Chùa Thiên Mụ Huế
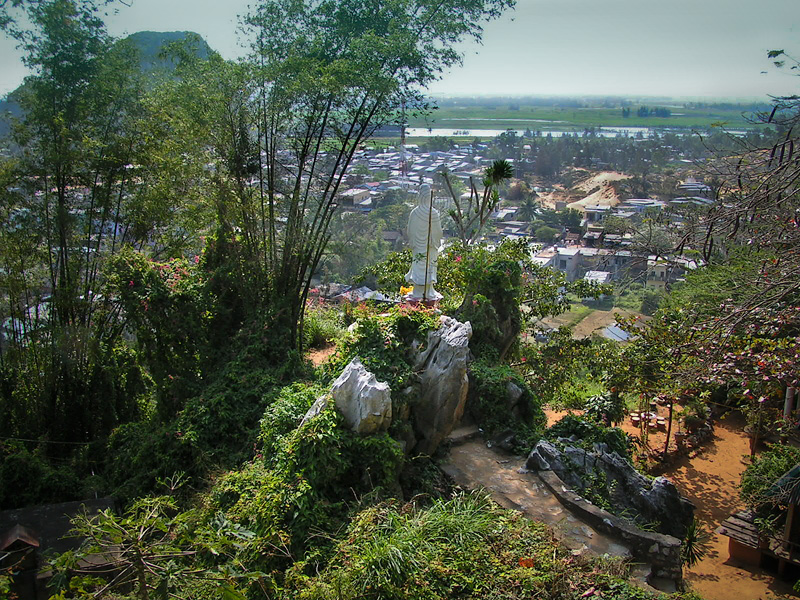
Ngũ Hành Sơn Đà Nẵng
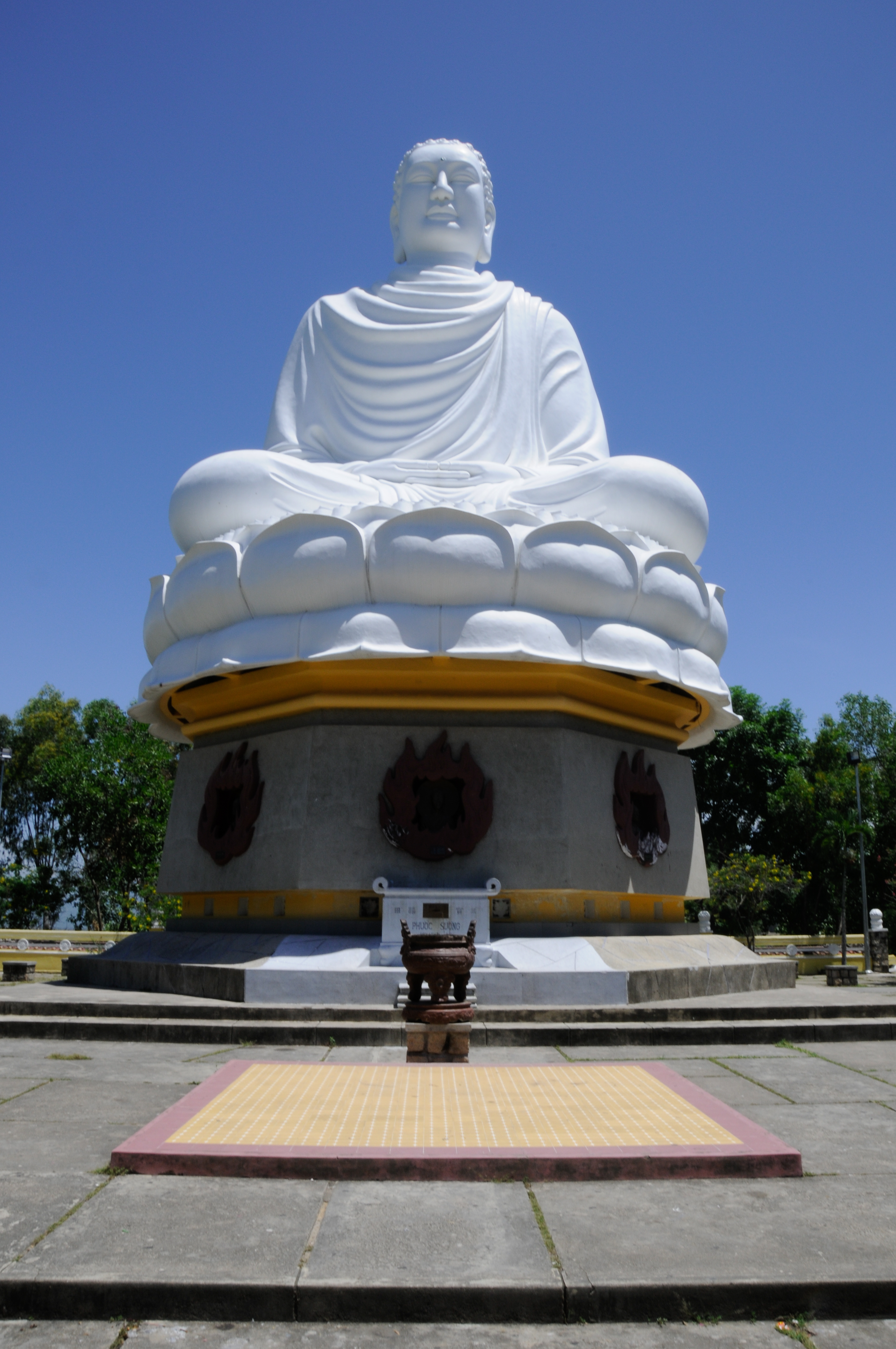
Tượng Phật ngồi Chùa Long Sơn Nha Trang
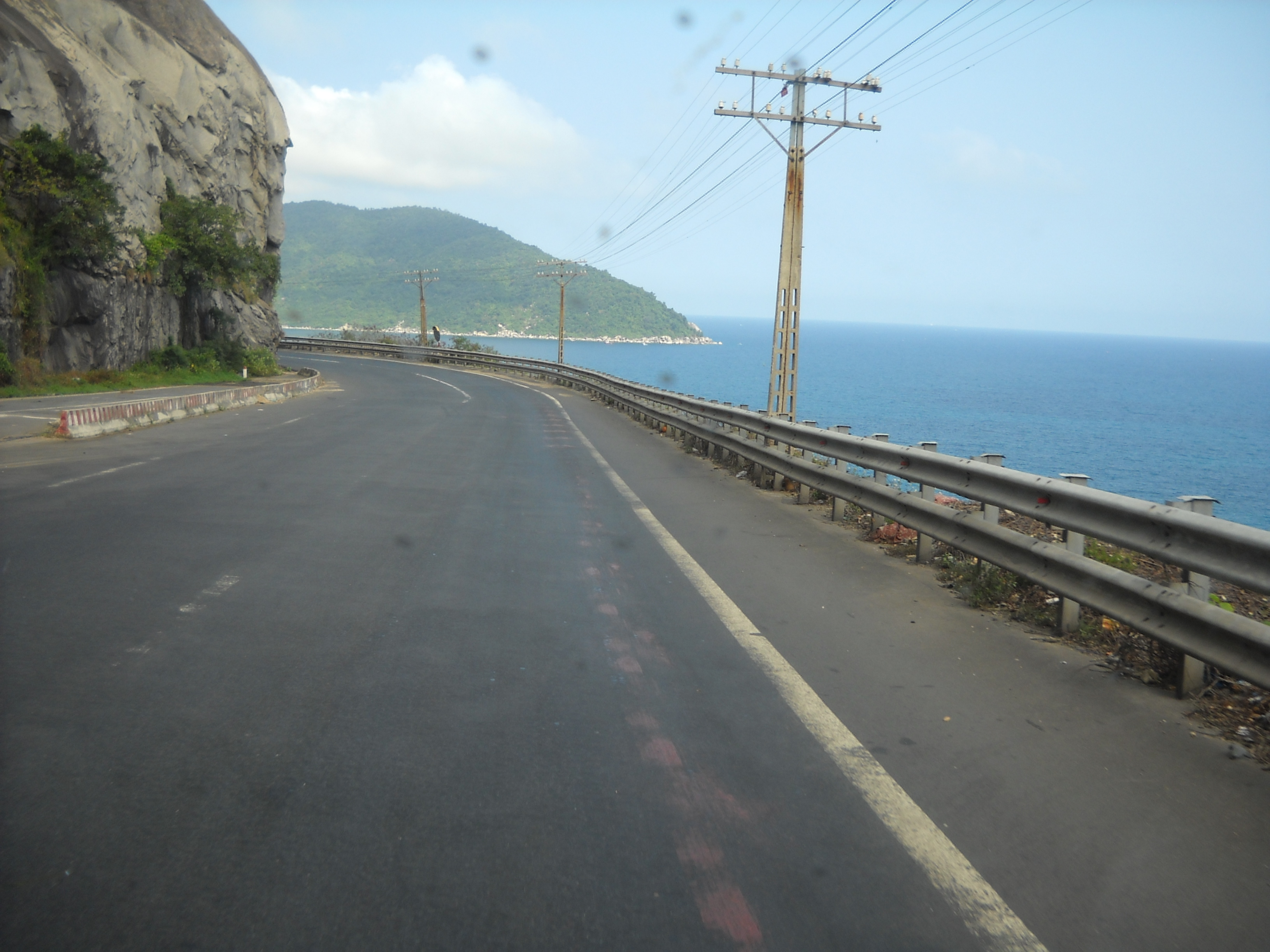
Đèo Cả Đại Lãnh, Khánh Hòa
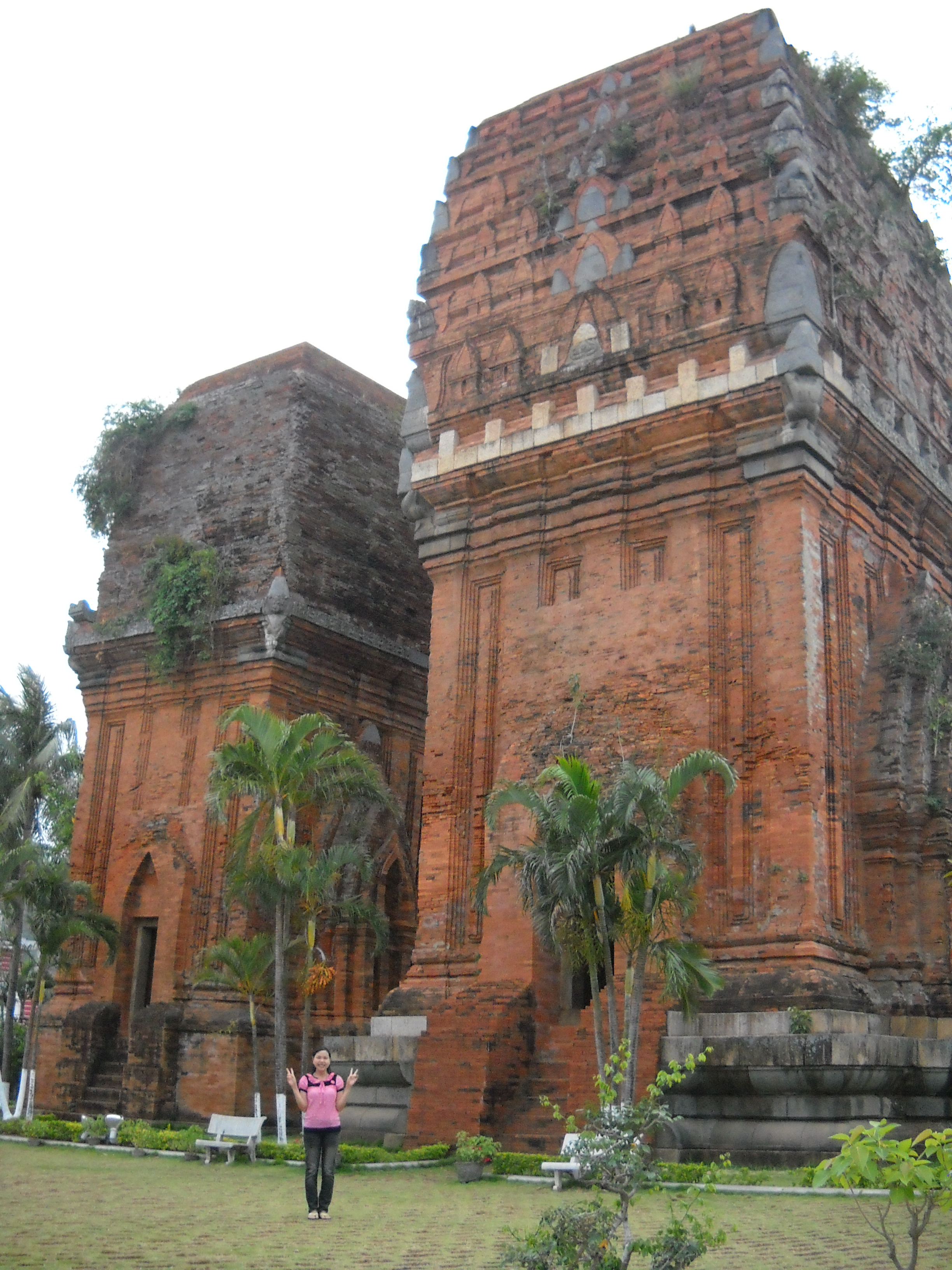
Tháp Đôi Quy Nhơn, Bình Định
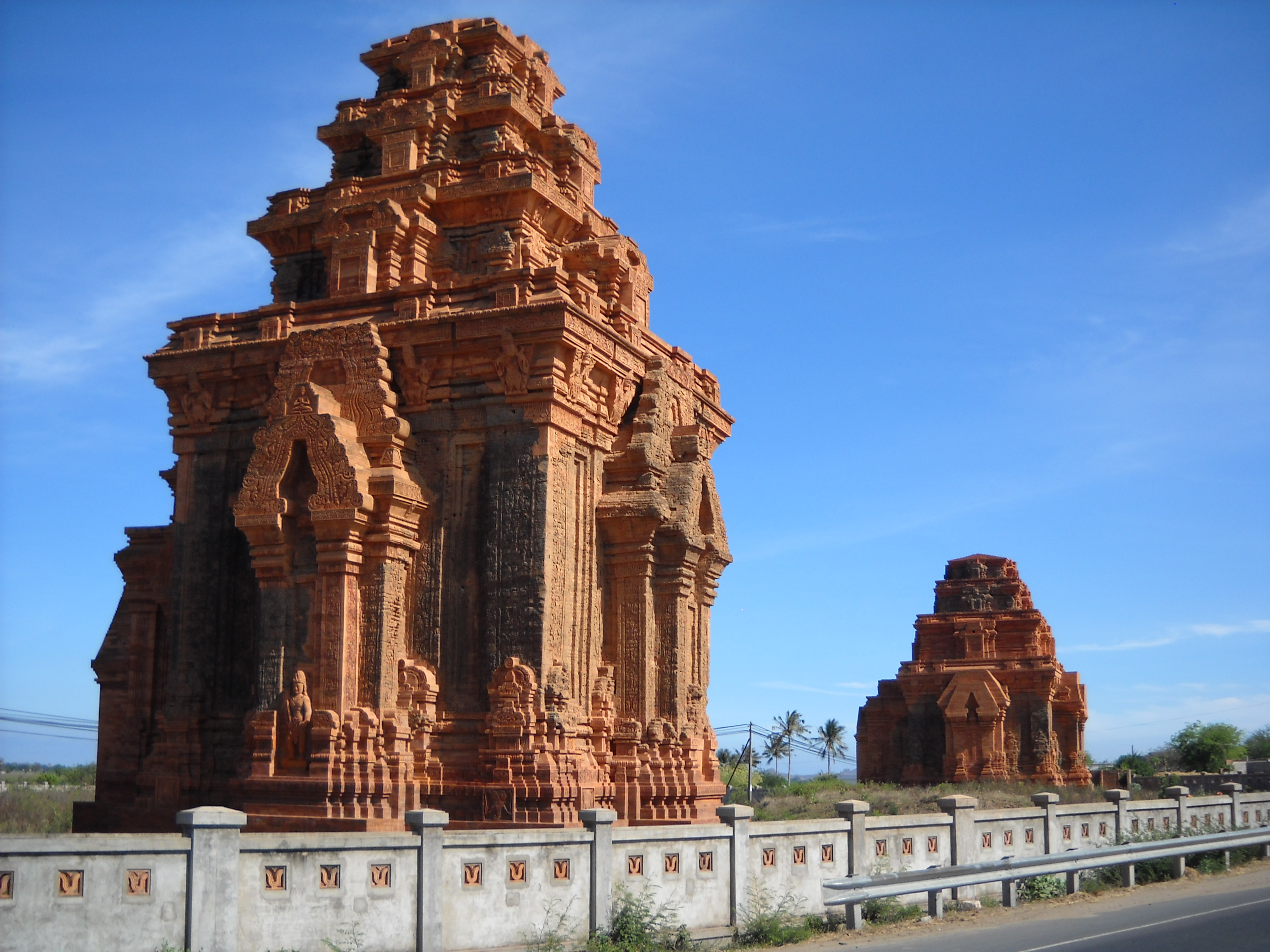
Tháp Hòa Lai Ninh Thuận
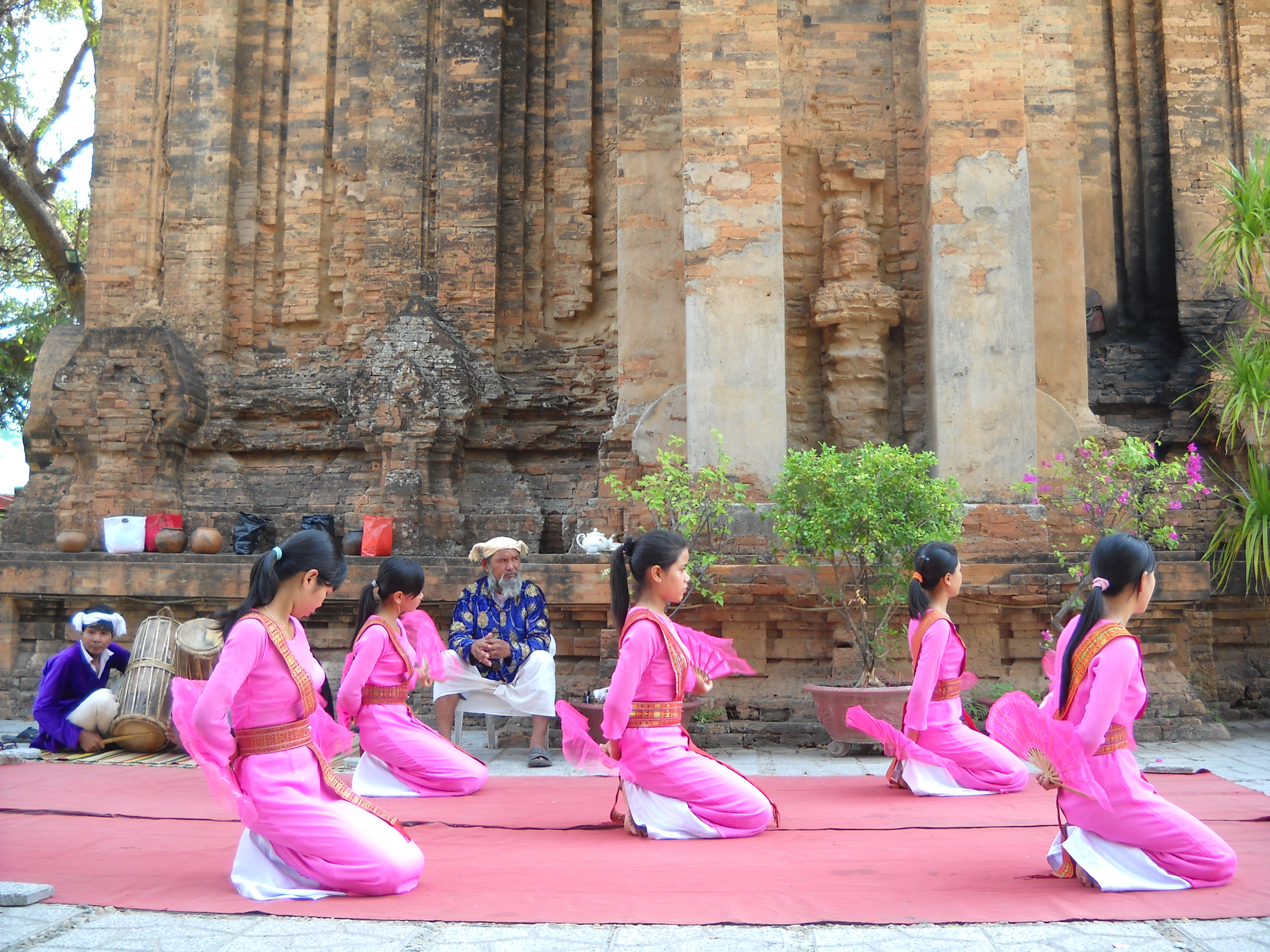
Các cô gái Chăm Phan Rang
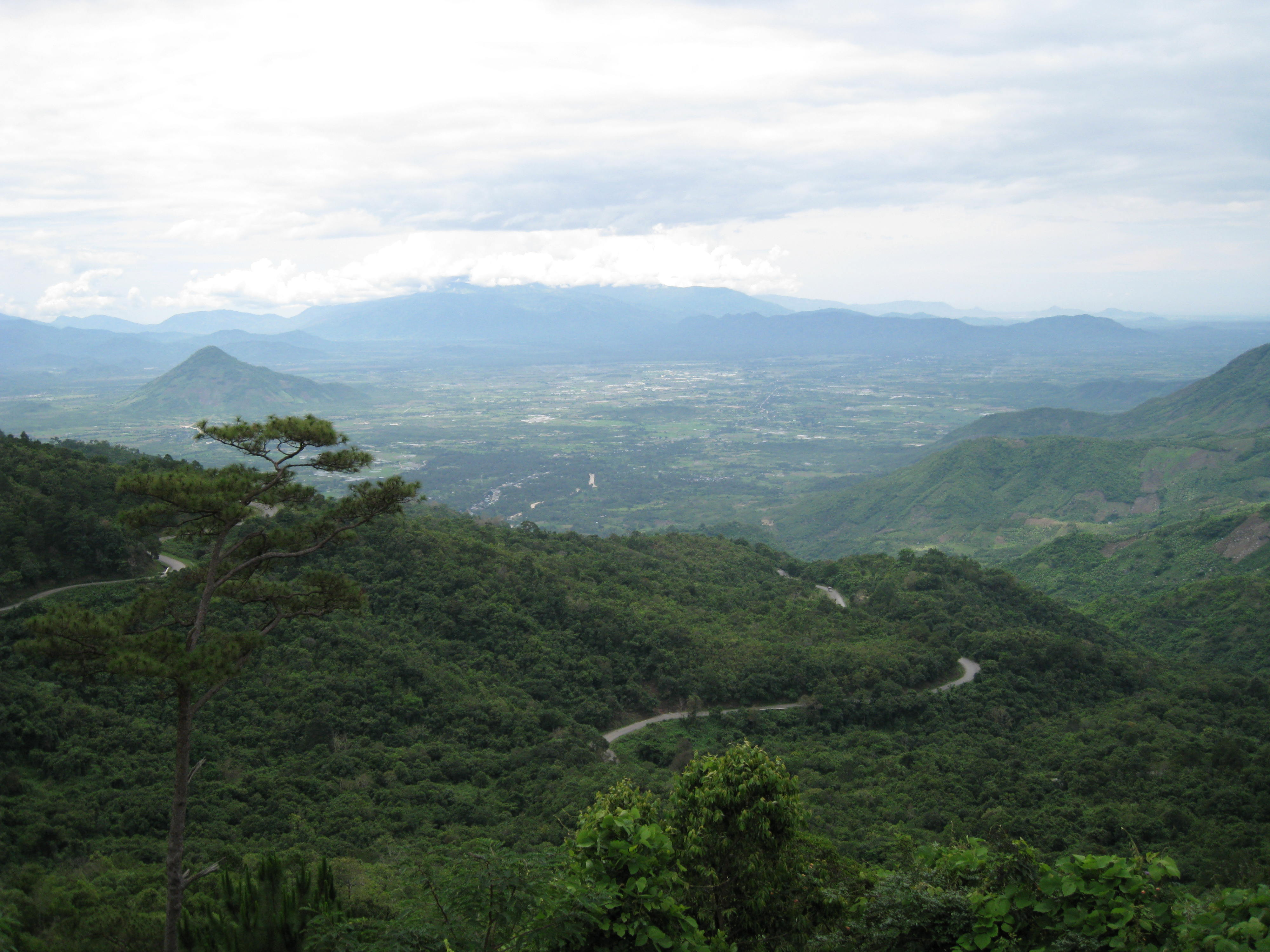
Đèo Ngoạn Mục
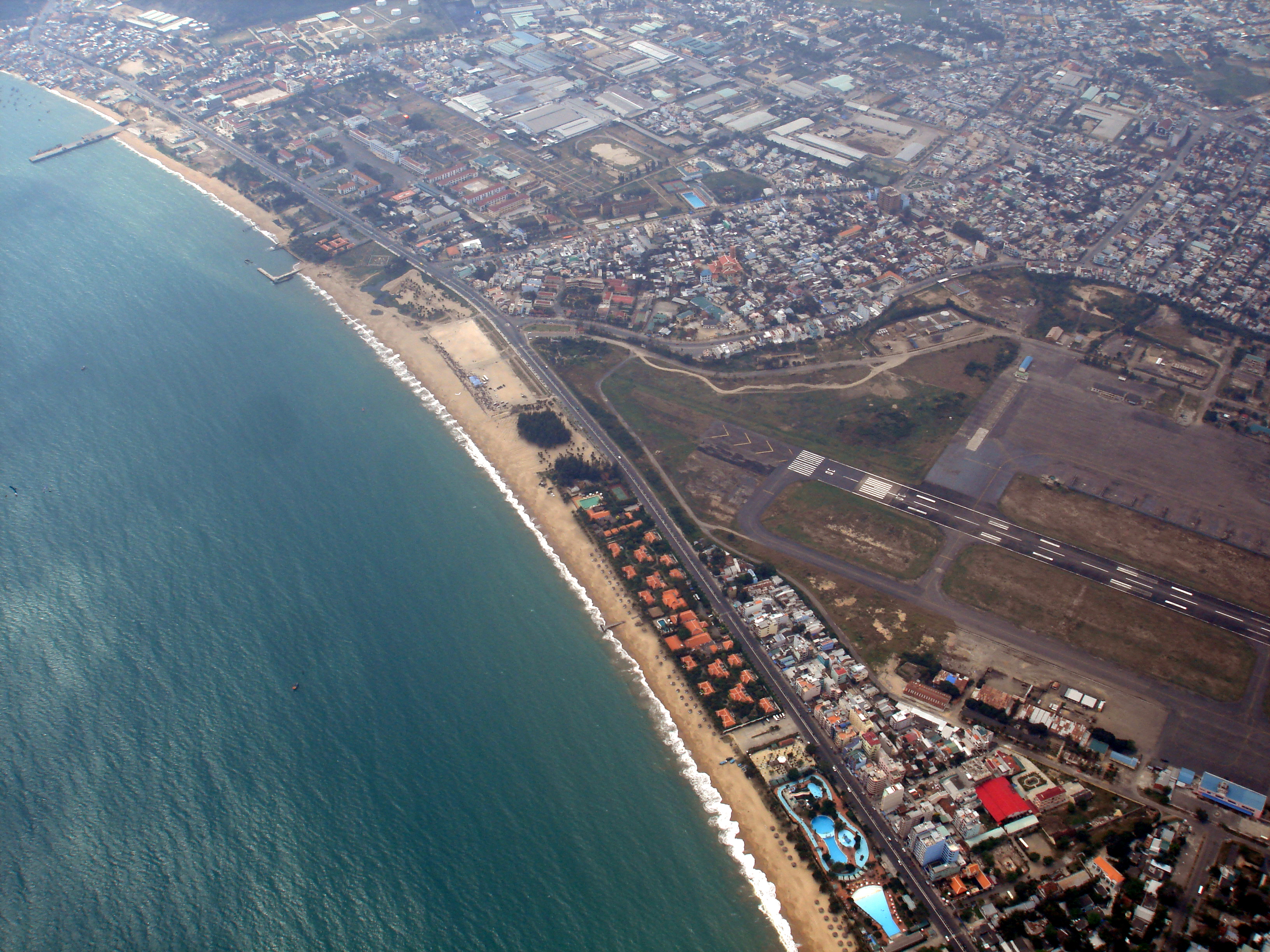
Thành phố Nha Trang
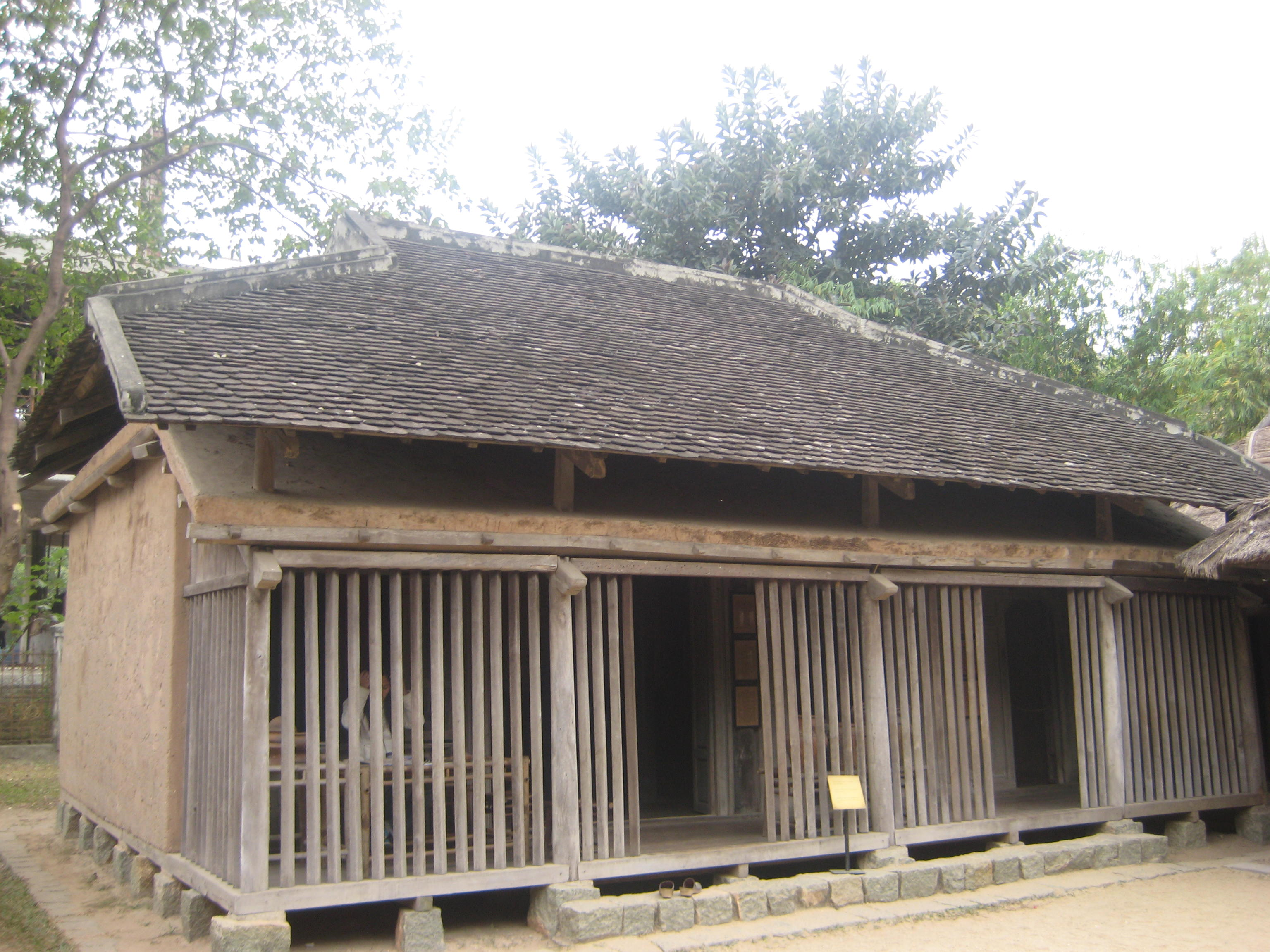
Nhà người Chăm
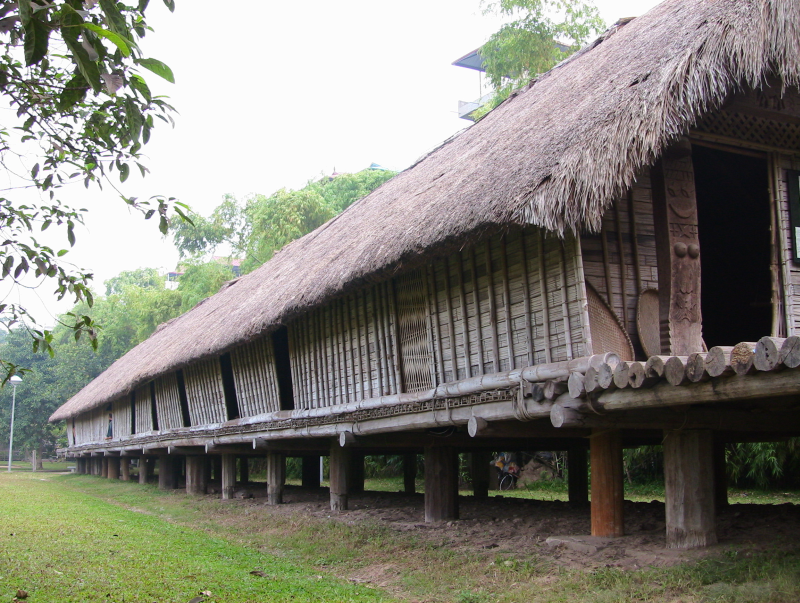
Nhà dài người Êđê
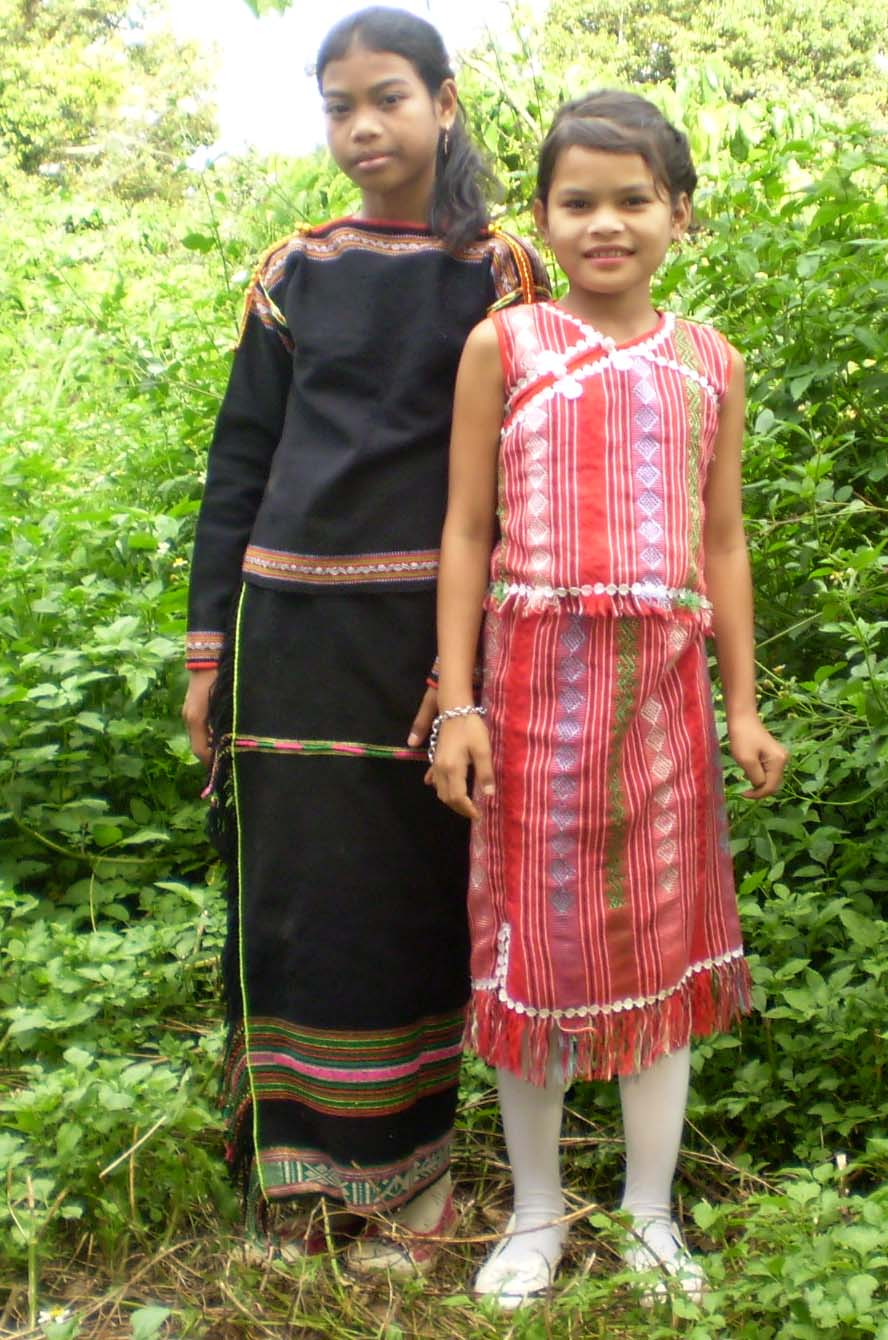
Thiếu nhi Êđê
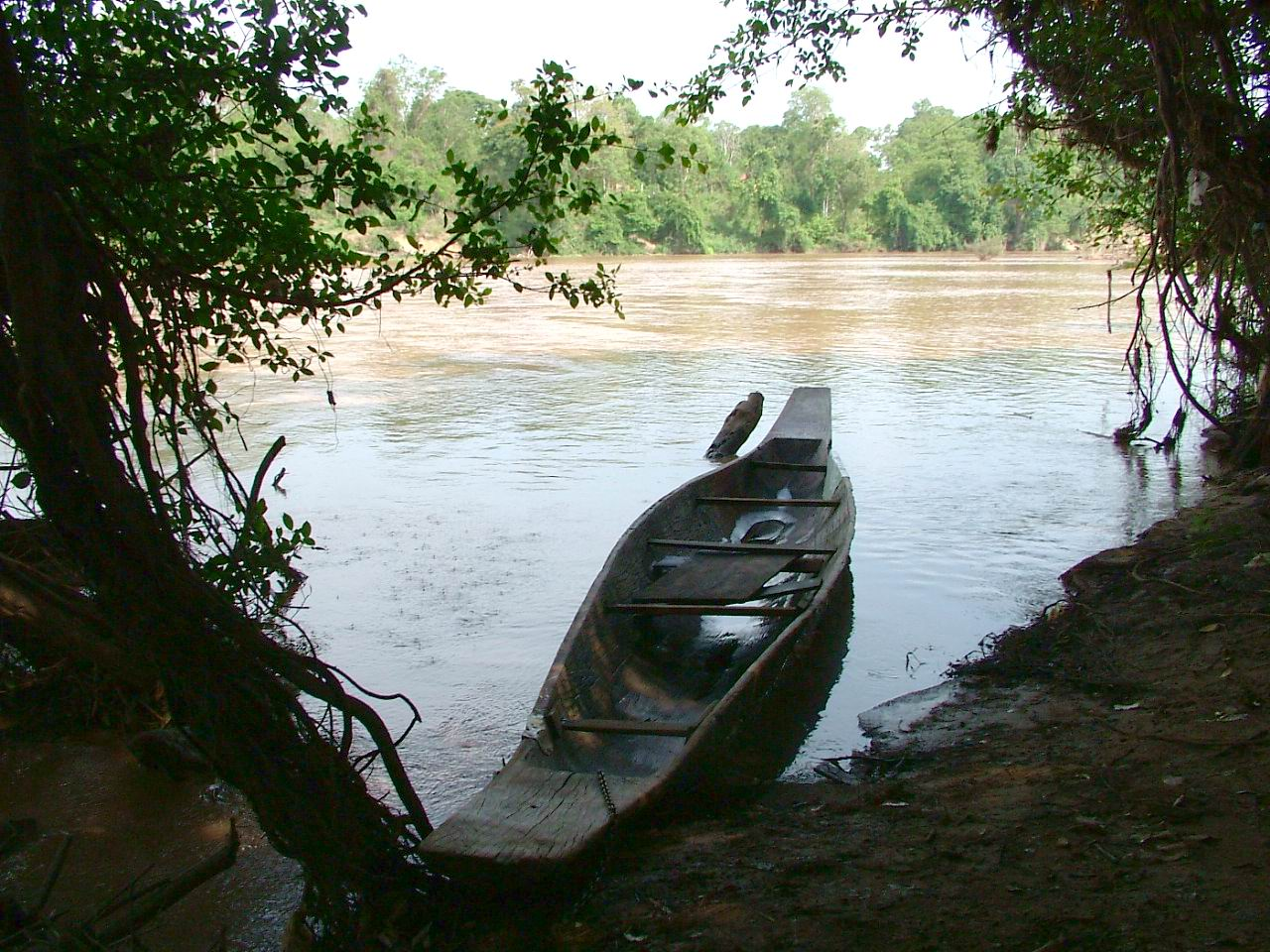
Thuyền độc mộc của người Êđê
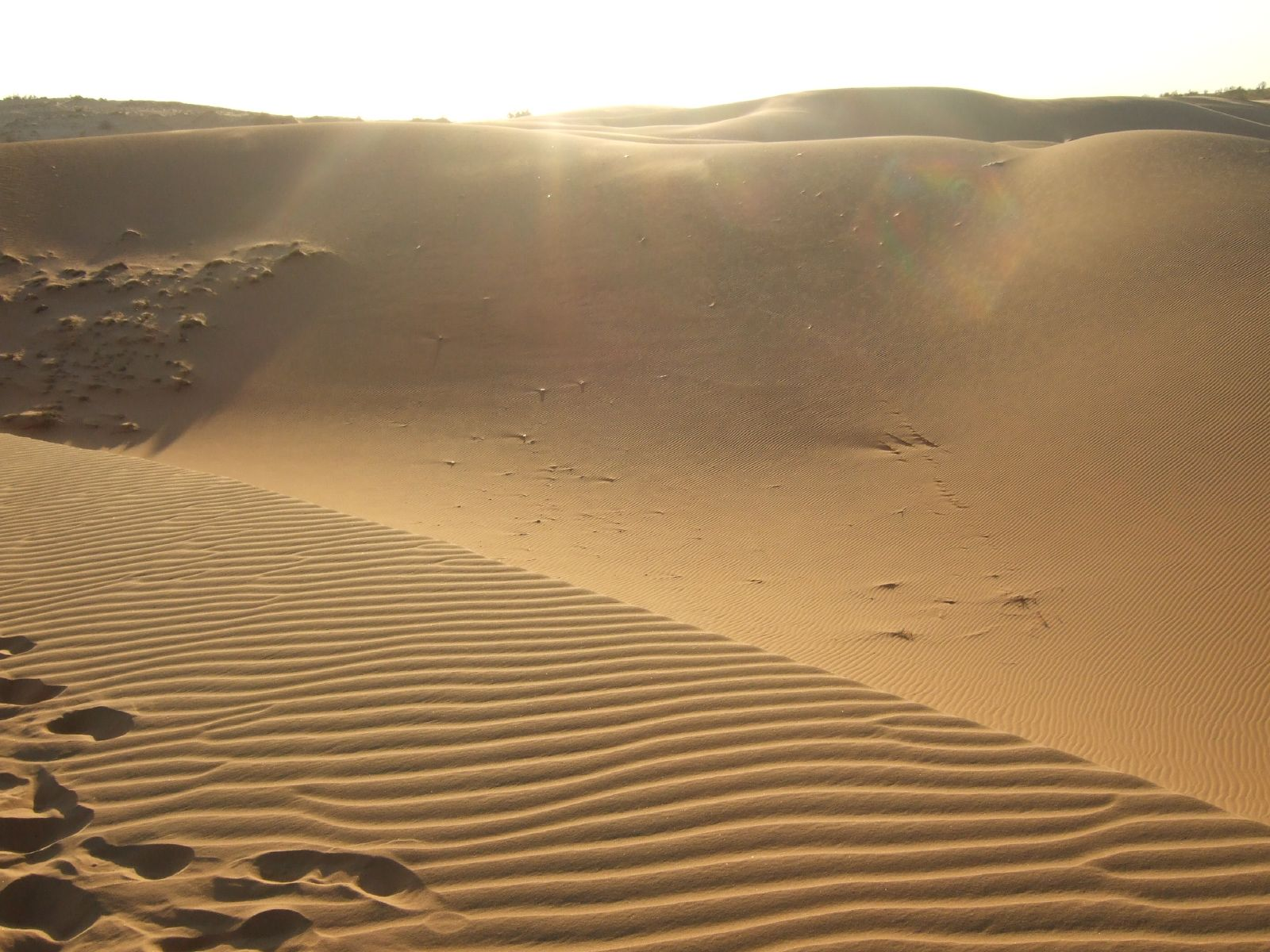
Đồi Cát Mũi Né
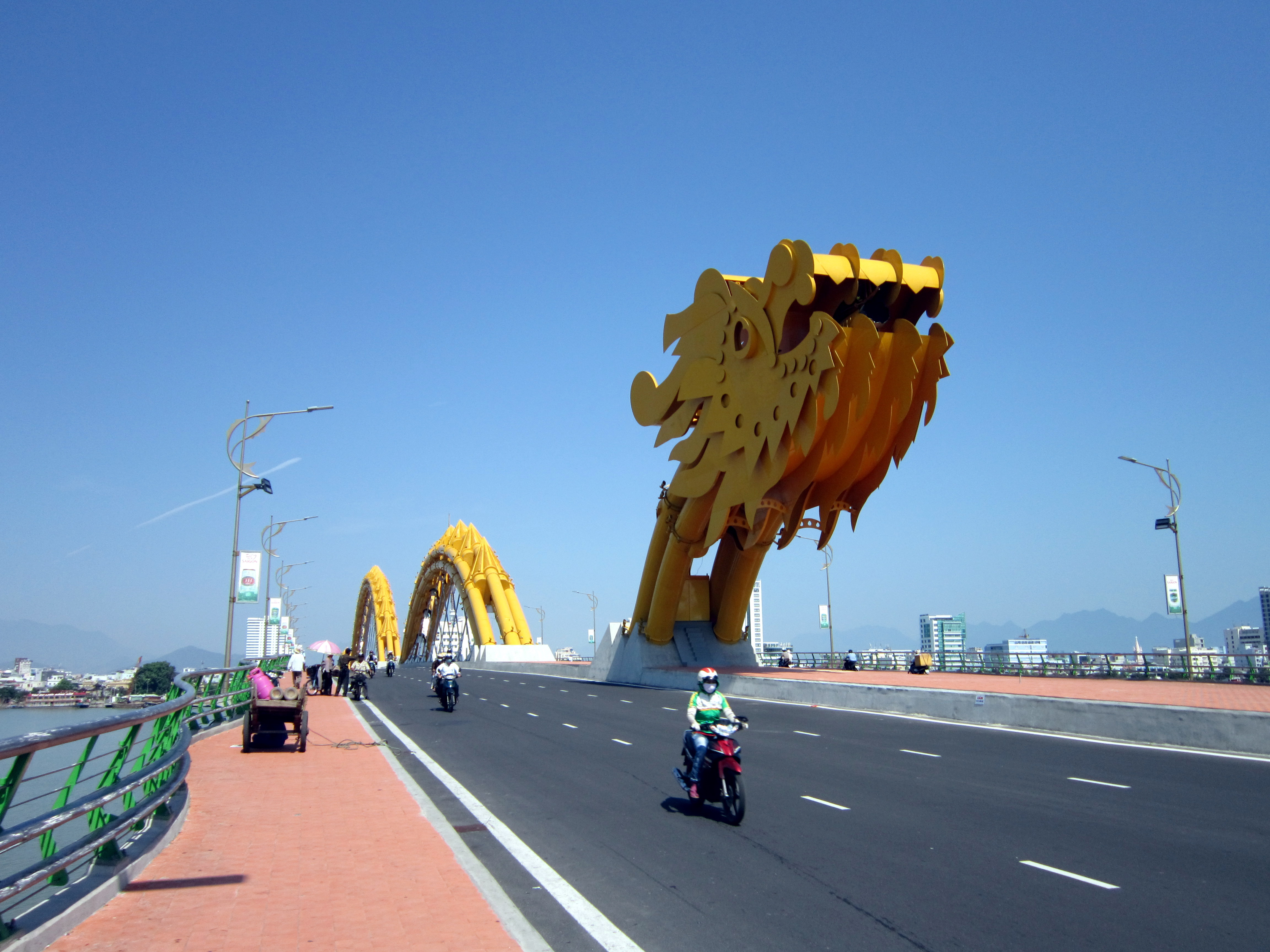
Cầu Rồng - TP. Đà Nẵng
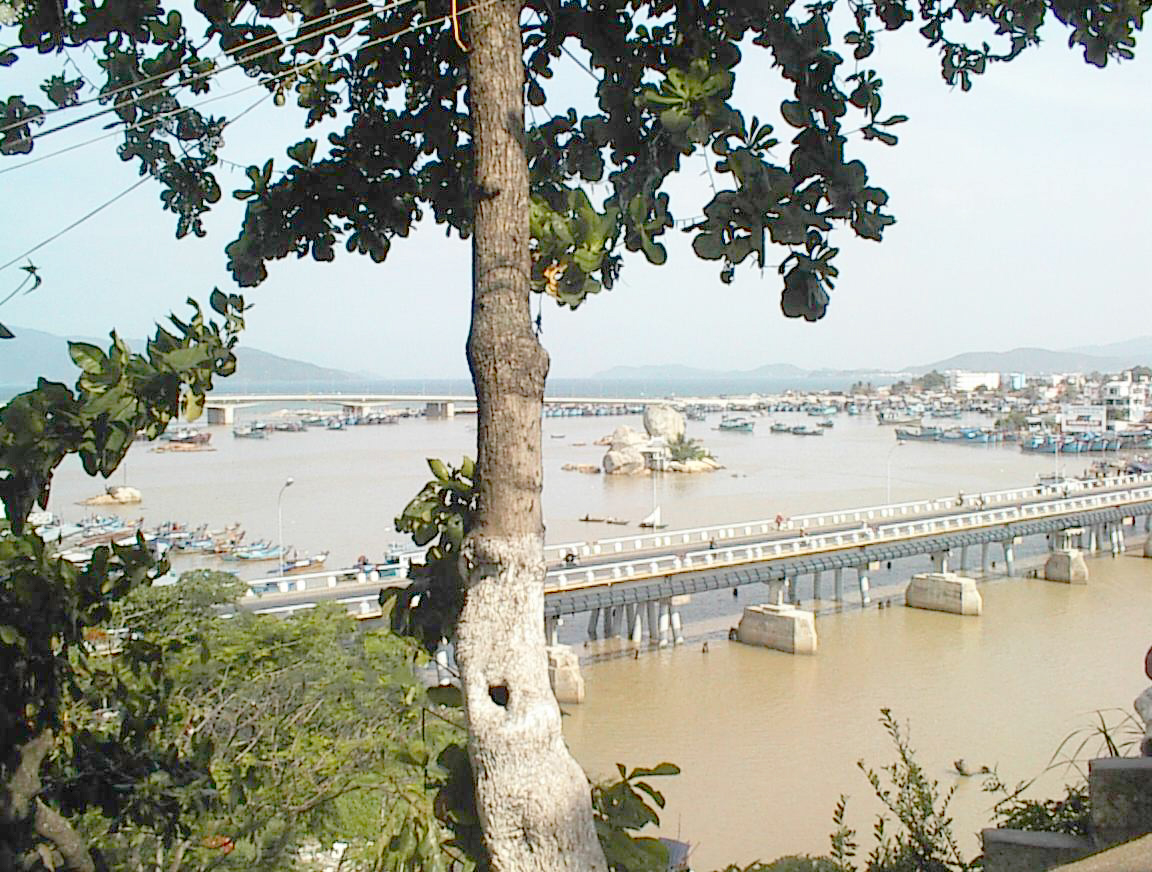
Cầu Trần Phú, Nha Trang
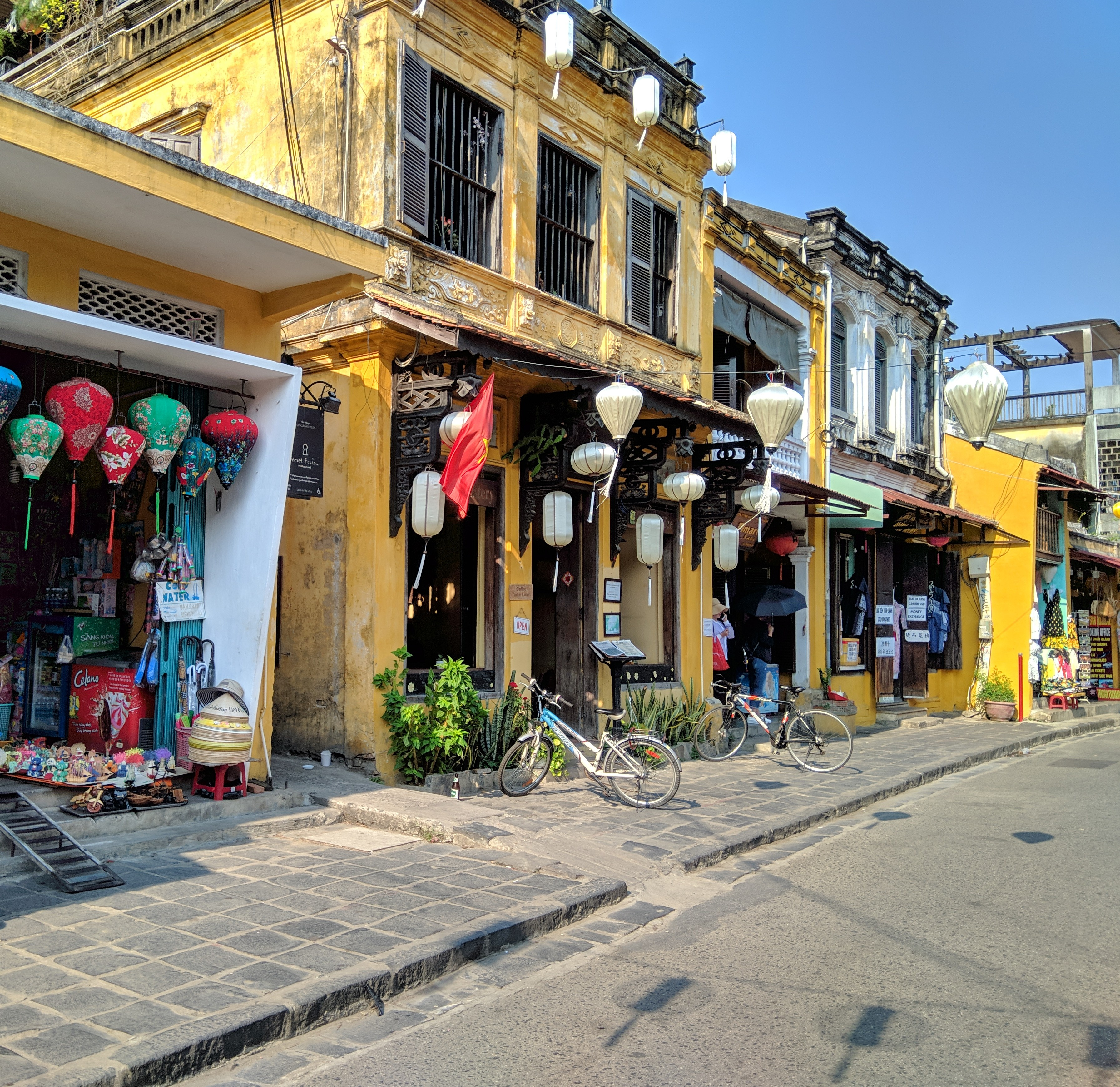
Hội An - Quảng Nam
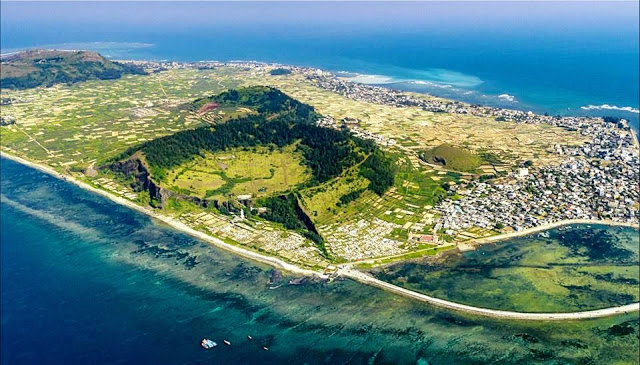
Lý Sơn